# スーパー戦隊シリーズ登場敵対勢力一覧
スーパー戦隊シリーズ登場敵対勢力一覧（スーパーせんたいシリーズとうじょうてきたいせいりょくいちらん）では、スーパー戦隊シリーズの各作品に登場する敵対勢力を一覧として記載する。各勢力の詳細・各怪人の詳細については各リンク先記事を参照。

## 遵守事項
- 個々のキャラクターについては、いわゆる「怪人」に含まれないものは取り上げない。
- 強化体・変身体などの特殊形態も記載するが、単なる巨大化については記載しない。

## 適用
- ◆は本編最終回の登場怪人。
- ○は最初から巨大化した怪人。
- ★は劇場版『仮面ライダー×スーパー戦隊 スーパーヒーロー大戦』に登場した怪人。大ザンギャックとその他の構成員。
- ■は劇場版『仮面ライダー×スーパー戦隊×宇宙刑事 スーパーヒーロー大戦Z』に登場した怪人。宇宙犯罪組織マドーとスペースショッカーに協力した構成員。
- ☆は劇場版『海賊戦隊ゴーカイジャー THE MOVIE 空飛ぶ幽霊船』に登場した合体戦闘員となった歴代戦闘員集団。
- ▲はスーパー戦隊もしくは類似する存在・協力者・偽物に変身した怪人ならびに変身者。名前の横の括弧は変身した戦士および善側の怪人など。
- △は悪の組織に一時的に手を組む協カ者・スパイが変身した戦士。後にスーパー戦隊の味方となった者も含む。

## 黒十字軍（秘密戦隊ゴレンジャー）
首領
- 黒十字総統◆
  - 黒十字城◆○

大将軍
- ゴールデン仮面大将軍◆

将軍
- 日輪仮面
- 鉄人仮面テムジン将軍
- 火の山仮面マグマン将軍

仮面怪人
- 黄金仮面
- 武者仮面
- 青銅仮面
- ヒスイ仮面
- 毒ガス仮面
- 鉄輪仮面
- 三ヶ月仮面
- 毒牙仮面
- 魔女仮面
- 翼仮面
- 舟耳仮面
- 銀熱仮面
- 角仮面
- ドクロ仮面
- 虹仮面
- 鏡仮面
- 黒髪仮面
- 一つ目仮面
- 剣仮面
- 鋼鉄軍団
  - 砲丸仮面
  - 歯車仮面
  - 針金仮面
  - カミソリ仮面
  - 八ツ目仮面
  - 青すじ仮面
  - 鉄の爪仮面
  - 鉄グシ仮面
  - 扉仮面
  - 機雷仮面
  - 鉄カン仮面
  - 大ナタ仮面
  - 鉄ヒメ仮面
    - 偽アカレンジャー（マントでの後ろ姿のみの仮装）▲

  - 赤面仮面
  - スチール仮面
  - 軍艦仮面
  - フォーク仮面
  - 海賊仮面
  - 岩面仮面
  - 鉄カゴ仮面
  - 鉄獅子仮面
- 噴火軍団
  - ダイヤモンド仮面
  - エレキ仮面
  - 剣ザメ仮面
  - 機関車仮面
  - 鳥牙仮面
  - カメラ仮面
  - つの骨仮面
  - 鉄ワナ仮面
  - ガンマン仮面
  - 電話仮面
  - 野球仮面★
- アフリカ軍団
  - 大耳仮面
  - 蛇口仮面
  - トサカ仮面 / 西多摩市市長
  - パラボラ仮面
  - 死の鳥仮面
  - 妖貝仮面
  - 牛靴仮面
  - アバラ仮面
  - テレビ仮面
  - 時計仮面
  - 落葉仮面
  - 風車仮面
  - カンキリ仮面
  - 注射仮面
  - パイナップル仮面
  - タイヤ仮面
  - ピアノ仮面
  - イカリ仮面
  - 剣道仮面
  - 眼鏡仮面
  - ストーブ仮面
  - 鉄グモ仮面
  - 鉄ヘビ仮面 / 小村道子
  - マンモス仮面 / 偽黒川隊員
  - スケート仮面
  - 鋼鉄虎仮面
  - 鉄ビン仮面
  - ヨーヨー仮面 / マジシャン
  - ダイガー仮面 / 醍醐次郎
- 鋼鉄剣竜※劇場版『秘密戦隊ゴレンジャー爆弾ハリケーン』に登場

戦闘員
- ゾルダー☆
  - 偽ゴレンジャー（偽アオレンジャー・偽キレンジャー・偽モモレンジャー・偽ミドレンジャー）（マントでの後ろ姿のみの仮装）▲
- 黒十字忍団
- 科学班
- 鋼鉄軍団親衛隊員
- アフリカ軍団親衛隊員
- 狼部隊
- 足軽隊

臨時構成員
- 死神博士
- サイボーグQ / 水木亜矢

## 犯罪組織クライム（ジャッカー電撃隊）
首領
- 鉄の爪（アイアンクロー）
  - 戦士鉄の爪◆
- シャイン

クライムボス
- 東京ボス
- 横浜ボス
- クライムボス[1]
  - 富岡
  - 藤田所長
  - ジャン武藤
  - 008
  - ビューティ・サロン「ラムール」院長
  - 病院の院長
  - シガール王国副理事長
- クライムライダー

機械怪物
- デビルキラー
- デビルドリル
- デビルマイト
- デビルガン
- デビルレスラー
- デビルアマゾン / 杏子
- デビルエレキ
- デビルフラワー
- デビルスパイダー
- デビルケーン
- デビルギャング
- デビルスフィンクス
- デビルグー
- デビルウルフ
- デビルミイラ
- デビルボール
- デビルアクマ
- デビルフィッシング
- デビルアスレチック
- デビルベム
- デビルバッター
- デビルスクラップ

侵略ロボット
- アトミック魔女 / 細田所長
- 地獄天使
- アリンガム将軍
- キャプテンゴースト
- クロコダグル総統
- テンタクルズ入道
- カマキリ大酋長
- コブラ大神官
- シャチラ汗
- カメレアン大隊長
  - 偽番場壮吉
  - 偽鉄の爪（アイアンクロー）
  - 偽姫玉三郎
  - 偽湯川カズトシ
  - 偽クローバーキング▲
- バッファロー提督
- イカルス大王◆

クライム四天王※『ジャッカー電撃隊VSゴレンジャー』に登場
- UFO船長
- 鉄面男爵
- サハラ将軍
- 地獄拳師
- 四天王ロボ※クライム四天王が合体した姿

戦闘員
- クライマー☆
  - 偽ジャッカー電撃隊（偽スペードエース・偽ダイヤジャック・偽ハートクイン・偽クローバーキング）▲
- クライム親衛隊
- コマンド部隊
- スクラップ軍団
- 宇宙海賊
- アパッチ軍団

## 秘密結社エゴス（バトルフィーバーJ）
邪神
- サタンエゴス◆

幹部
- ヘッダー指揮官
  - ヘッダー怪人
- サロメ / 一条寺綾子◆

巨大カプセル
- 怪人製造カプセル

女スパイ
- ゼロワン
- ゼロツー

エゴス怪人
- コウモリ怪人
- キバジシ怪人
- デスマスク怪人 / 東英出版社編集長
- ネンリキ怪人 / ベンガルの虎
- バッファロー怪人
- ドグウ怪人
- 火の玉怪人
- スポーツ怪人 / ドクター米山
- ツララ怪人
- ナウマン怪人
- コブラ怪人
- 怪人バラリンカ / 野方純子
- タマゴ怪人
- ギンガ怪人 / 大山洋平
- カタツムリ怪人
- 格闘技怪人
- 青スジ怪人
- マグネット怪人
- ギザ歯怪人 / 掃除婦
- 恐竜怪人
- ゴースト怪人
- ドラキュラ怪人
- 魔術怪人 / 偽栗原小百合
- ホウタイ怪人
- 黒仮面怪人
- クラゲウニ怪人
- 口裂け怪人 / 香坂静香
- ヘンショク怪人
- ゼニゲバ怪人
- ミミズ怪人
- イーグル怪人
- セミキラー怪人 / 闇将軍
- コダイギョ怪人
- バクダン怪人
- 四面怪人
- ドクロキノコ怪人
- ハイド怪人 / 関根直人
- ベンキョウ怪人
- カラクリ怪人
- デンキ怪人
- ゴロンゴ怪人
- ゲンソウ怪人 / モンシロお蝶
- シンゾウ怪人
- ノロイ怪人
- ヒダリテ怪人
- 大盗賊怪人
- ハエジゴク怪人 / カットマン
- オニヒゲ怪人

悪魔ロボット（悪魔ロボ）（エゴス怪人の弟・妹として建造される巨大ロボット）○
- バッファローロボット
- ドグウロボット
- 火の玉ロボット
- スポーツロボット
- ツララロボット
- ナウマンロボット
- コブラロボット
- バラリンカロボット
- タマゴロボット
- ギンガロボット
- カタツムリロボット
- 格闘技ロボット
- 青スジロボット
- マグネットロボット
- ギザ歯ロボット
- 恐竜ロボット
- ゴーストロボット
- ドラキュラロボット
- ホウタイロボット
- クラゲウニロボット
- 口裂けロボット
- ヘンショクロボット
- ゼニゲバロボット
- ミミズロボット
- イーグルロボット
- セミキラーロボット
- コダイギョロボット
- バクダンロボット
- 四面ロボット
- ドクロキノコロボット
- ハイドロボット
- ベンキョウロボット
- デンキロボット
- ゴロンゴロボット
- ゲンソウロボット
- シンゾウロボット
- ノロイロボット
- ヒダリテロボット
- 大盗賊ロボット
- ハエジゴクロボット
- オニヒゲロボット
- ヘッダーロボット

戦闘員
- カットマン☆
  - 大田黒
- 特殊部隊

## ベーダー一族（電子戦隊デンジマン）
女王
- ヘドリアン女王◆

幹部
- ヘドラー将軍
- ミラー◆
- ケラー◆
  - スタークイーン（ミラー&ケラーの変装）
- ヒダラー将軍 ※名前のみ登場

客分
- バンリキ魔王◆
- バンリキモンス◆

ベーダー怪物
- ムササビラー
- シャボンラー
- チカゲリラー
- ルパンカメラー / 無藤礼
- ツタカズラー
- ヒゲキタコラー / 御坂香織（憑依）
- ウミツラー
- フィルムラー / おもかげの老人
- デンワラー
- ハンバラー
- タイヤジコラー
  - タイヤジコラー・タイヤ形態
- バーラー
- アドバルラー / 風船屋のおじさん
- ジュクラー
- パンチローラー
- サメラー / 偽浅野雄一
- デッドボーラー
- カイガラー
- ガマラー / なつき
- ハチドクラー
- ローソクラー
- タイムラー
- コケラー
- ハミガキラー
- メダマラー / 礼子（憑依）
- レコーラー
- キーラー
- ナゾラー
- サビムシラー
- チョウチンラー
- ミミラー
- ダートラー
- サキソホンラー
- ビーダマラー / 古川俊介
- ドクガラー / 岡道子
- ノラネコラー
- カマキラー
- アクマラー
- ピカリラー / KOジョー
- ジシンラー
- ニンポーラー / 早川秀一（憑依）
- デスマスクラー / 香月美那子
- アラジンラー / 美女アラジン
- オニラー
- トリカゴラー / 五代万作
- ボートラー
- サッカラー
- ケンダマラー
- カラクリラー
- アンゴラー※劇場版『電子戦隊デンジマン』に登場

戦闘員
- ダストラー☆
  - 中年男性

## 機械帝国ブラックマグマ（太陽戦隊サンバルカン）
首領
- ヘルサターン総統◆
- 黒い太陽神（皆既日食のことで怪人ではない）
- 全能の神◆
  - ヘルサターン総統（幻影）◆
  - ヘドリアン女王（幻影）◆
  - アマゾンキラー（幻影）◆

ゼロガールズ
- ゼロワン
- ゼロツー◆
- ゼロスリー◆
- ゼロフォー◆

機械生命体
- ジムシモンガー
- シーラモンガー
- ナウマンモンガー
- トリモンガー
- マジンモンガー
- キカイモンガー
- ヤキュウモンガー
- ムゲンモンガー
- サソリモンガー
- クモモンガー / 蜘蛛五郎
- シダモンガー
- ダイヤモンガー
- アイアンモンガー
- アルマジロモンガー
- タイムモンガー
- トビバコモンガー
- ガスモンガー
- カメラモンガー
- ガマモンガー
- レスラーモンガー
- イソギンモンガー
- カブトガニモンガー
- オオダコモンガー
- タガメモンガー
- ウミヘビモンガー
- ハラペコモンガー
- エイリアンモンガー
- クリスタルモンガー
- バラモンガー / 赤バラ仮面（赤バラ剣士）
- バッファローモンガー
  - 妖魔獣（小巨大バッファローモンガー）○
- カミナリモンガー
- ペッタンモンガー
- カニモンガー
- ノロイモンガー
- ゴキブリモンガー
- サターンモンガー
- トーテムポールモンガー
- ムカデモンガー
- コウモリモンガー / コウモリ魔人
- チャガマモンガー
  - 偽バルイーグル▲
  - 偽バルシャーク▲
  - 偽バルパンサー▲
  - 偽ヘルサターン総統
- ドラゴンモンガー
- メカメカモンガー
- ムササビモンガー
- ボクサーモンガー
- シノワナモンガー
- ファイターモンガー
- ミイラモンガー
- ハナビモンガー※劇場版『太陽戦隊サンバルカン』に登場

巨大ロボット
- キングマグマー◆○

戦闘員
- マシンマン☆
  - 黒服の男
- ダークQ
  - 影山令子
  - 女ダークQ
  - 上村ユミ
  - ミルズ捜査官
  - 偽中尾宏
  - お化け軍団（山姥、のっぺらぼう、鬼婆、ろくろ首、赤鬼、化け提灯、カラ傘、大蛇、火の玉）

その他
- 狼人間
- 亡霊（ドラキュラ伯爵、ビリー・ザ・キッド、ジャンヌ・ダルク）

### ベーダー一族の生き残り
ブラックマグマ幹部
- ヘドリアン女王
- アマゾンキラー / 浅川霧子、マダム・キーラー◆

### 宇宙海賊
- イナズマギンガー
  - 機械生命体イナズマモンガー

## 暗黒科学帝国デスダーク（大戦隊ゴーグルファイブ）
首領
- 総統タブー◆
  - 巨大タブー○◆

幹部
- デスギラー将軍
- マズルカ
- イガアナ博士
- ザゾリヤ博士
- デスマルク大元帥◆

侍女
- ベス / 女剣士◆
- ベラ / 女剣士◆

合成怪獣
- カイモズー
- トリモズー / 魔術師
- タコモズー
- クモモズー
- カマキリモズー
- ヤモリモズー
- ネコモズー
- ドクガモズー
- バクモズー / 偽お館様
- ネズミモズー
- シシモズー
- アリジゴクモズー
- ナマズモズー
- アンコウモズー
- ハチモズー
- ヒトデモズー
- カッパモズー
- サルモズー
- コウモリモズー
- サボテンモズー
- シーラカンスモズー
- クジャクモズー
- カニモズー
- カメレオンモズー
- テラノモズー
- イノシシモズー
- スイカモズー
- サメモズー
- ハエモズー
- テングモズー
- ガラガラヘビモズー
- ヤドカリモズー
- トラモズー
- ワニモズー
- ハイエナモズー
- ヤマアラシモズー
- ムササビモズー
- サイモズー
- ミミズクモズー
- セイウチモズー
- カイコモズー
- サソリモズー
- ミミズモズー
- コンドルモズー
- タヌキモズー / 女性、偽赤間健一、偽黒田官平
  - 偽ゴーグルレッド▲
  - 偽ゴーグルブラック▲
  - 偽ゴーグルピンク▲
- スカンクモズー
- ゾウガメモズー
- チーターモズー
- クマモズー
- モグラモズー※劇場版『大戦隊ゴーグルファイブ』に登場

コングメカ○
- ファンコング
- ヒカリコング
- ゴリラコング
- マンモスコング
- カマキリコング
- ヤモリコング
- ネココング
- ドクガコング
- バクコング
- ネズミコング
- シシコング
- アリジゴクコング
- ナマズコング
- アンコウコング
- ハチコング
- カッパコング
- サルコング
- コウモリコング
- サボテンコング
- シーラカンスコング
- クジャクコング
- カニコング
- カメレオンコング
- テラノコング
- イノシシコング
- スイカコング
- サメコング
- ハエコング
- テングコング
- ガラガラコング
- ヤドカリコング
- トラコング
- ワニコング
- ハイエナコング
- ヤマアラシコング
- ムササビコング
- サイコング
- ミミズクコング
- セイウチコング
- カイココング
- サソリコング
- ミミズコング
- コンドルコング
- タヌキコング
- スカンクコング
- ゾウガメコング
- チーターコング
- クマコング
- モグラコング※劇場版『大戦隊ゴーグルファイブ』に登場

その他
- 鎧武者軍団

戦闘員
- マダラマン☆
  - 偽辺境の村の侍達（偽お館様の配下）
  - デスダークファイブ（デスダークレッド、デスダークブラック、デスダークブルー、デスダークイエロー、デスダークピンク）▲

## 有尾人一族ジャシンカ帝国 （科学戦隊ダイナマン）
帝王
- 帝王アトン
- メギド王子
  - ダークナイト
    - 謎の老人

  - 若き帝王メギド◆

幹部
- カー将軍
- 王女キメラ
  - 若き女王キメラ◆
- 女将軍ゼノビア

進化獣
- カニシンカ
- サイシンカ
- コウモリシンカ
- サンヨウチュウシンカ
- バクシンカ
- ヘビシンカ
- カイメンシンカ
- チョウシンカ
- サソリシンカ
- タコシンカ
- イルカシンカ
- ノミシンカ
- カエルシンカ
- ゲンゴロウシンカ
- ヤモリシンカ
- シソチョウシンカ
- キョウリュウシンカ
- エイシンカ
- ヤマアラシシンカ
- イカシンカ
- ワニシンカ
- ネコシンカ
- ナメクジシンカ
- キツネシンカ
  - 偽弾北斗
  - 偽星川竜
  - 偽島洋介
  - 偽南郷耕作
  - 偽立花レイ
  - 偽ダイナイエロー▲
- ハチシンカ
- ヒトデシンカ
- セミシンカ
- トゲアリシンカ
- サボテンシンカ
- ヤブカシンカ
- カマキリシンカ
- クモシンカ
- マンモスシンカ

メカシンカ
- ミサイルザリガニ
- ギロチントカゲ
- マシンガンジャガー
- エレキウナギ
- ヨロイローズ
- レーザーホーク
- ワープロアルマジロ
- ドリルホース
  - ドリルペガサス
- マサカリベアー
- ロケットタイガー
- ショベルコング
- レインボーカメレオン
- ジェットムササビ
- ドクガスイタチ
- ブーメランジャッカル
- コンピュータードラゴン
- ファイヤースフィンクス◆

戦闘員
- シッポ兵☆
  - 親衛隊ギール
  - 親衛隊ギーラ
  - 侍女ビルギス

## 新帝国ギア（超電子バイオマン）
首領
- ドクターマン / 蔭山秀夫◆
  - 再改造ドクターマン

ビッグスリー
- メイスン
  - 再改造メイスン
- ファラ
  - 再改造ファラ
- モンスター
  - 再改造モンスター

ジューノイド五獣士
- サイゴーン
  - ニューサイゴーン
- メッツラー
  - ニューメッツラー
- ジュウオウ
  - ニュージュウオウ
- メッサージュウ
- アクアイガー

メカ人間
- ファラキャット◆
- プリンス / 模造蔭山秀一（模造中村公一）
- ジョーイ
- ツインドール
- ミキ

メカジャイガン○
- カブトカンス
- デビルカンス
- ゴリラカンス
- ビートルカンス
- ミイラカンス
- サイカンス
- イソギンカンス
- ツインカンス
- カメレオンカンス
- ムシャカンス
- ハンマーカンス
- サメカンス
- アンカーカンス
  - 新頭脳ブレイン
- カエルカンス
- ネプチューンカンス
- カメカンス
- ハニワカンス
- グロテスカンス
- カメラカンス
- スカラベカンス
- ピラニアカンス
- ドクガカンス
- ゴーストカンス
- クモカンス
- タコカンス
- クラゲカンス
- カマキリカンス
- カニカンス※劇場版『超電子バイオマン』に登場

ネオメカジャイガン○
- メタルメガス
- アックスメガス
- ドクロメガス
- レスラーメガス
- マグネメガス
- カノンメガス
- バトルメガス
- ソニックメガス
- クラッシュメガス
- アマゾンメガス
- サンダーメガス
- サタンメガス
- バロックメガス
- ラガーメガス
- レンズメガス
- スーパーメガス
- キングメガス◆

その他
- マグネ戦士 / 山守正太▲
- キャット軍団※劇場版『超電子バイオマン』に登場

戦闘員
- メカクローン☆
  - メカクローン1号
  - メカクローン18号 / 看護婦

### 反バイオ同盟
- バイオハンター・シルバ★（ライダーハンター・シルバとして登場）
- シルバ製プリンス / 模造蔭山秀一（模造中村公一）

巨大ロボット
- バルジオン○

## 大星団ゴズマ（電撃戦隊チェンジマン）
首領
- 星王バズー
  - ゴズマスター◆

幹部
- ギルーク司令官
  - ゴーストギルーク
  - スーパーギルーク
    - 宇宙獣士ギラス
- 女王アハメス
  - 強化アハメス
    - 宇宙獣士メーズ
- 副官シーマ◆
  - 宇宙獣士ズーネ
- 副官ブーバ
  - 獣士化ブーバ
- 航海士ゲーター◆

宇宙獣士
- ガブー
- ゴーム
- ゾビー
- ウーバ
- ピカラ
- マーゾ
- デモス
- ドキュラ
- オーズ
- ハウスト
- ゴースト
- バンバ
  - ヒトバンバ / 人間の母親達
- バラス
- ロガン
- ガウバー
- ギルバ
- ジーグ
- シーラ
- ボルタ
- ミラルカ / 偽渚さやか
- ゼーラ
- キーガ
- ゾノス
- ホーグル
- ギロム
- ペイン
- デリカル
- ゾルバス
- バルルカ
- ドロン
- ダムス
- ゾルテ
- ボーラ
- カーゲ
- ゴーダ
- ザドス / 男性
- ダロス
- ガルガ
- ジグラ
- ダリル
- カミラ※劇場版『電撃戦隊チェンジマン』に登場
- ドドン※劇場版『電撃戦隊チェンジマン シャトルベース！危機一髪！』に登場

アハメス三獣士
- ギザン
- ジェラー
- ダブン

その他
- ギョダーイ◆
- 宇宙怪鳥ジャンゲラン
  - 宇宙獣士ジャン
  - 宇宙獣士ゲラン
- 大怪鳥ネオジャンゲラン
- 寄生獣ヌー※劇場版『電撃戦隊チェンジマン シャトルベース！危機一髪！』に登場

戦闘員
- ヒドラー兵☆

### 宇宙海賊（電撃戦隊チェンジマン）
- ギガラ
- ブブカ
- ジール

## 改造実験帝国メス（超新星フラッシュマン）
首領
- 大帝ラー・デウス
  - デウス獣戦士ザ・デウスーラ◆
  - デウス獣戦士ザ・デーモス◆○

大幹部
- 大博士リー・ケフレン◆

幹部
- レー・ワンダ
  - 妖獣士ワンダーラ
- レー・ネフェル◆
  - スケバン女性
  - 妖獣士ネフェルーラ
    - ネフェルーラ凶暴態
- レー・ガルス
- ウルク
  - スケバン女性
- キルト
  - スケバン女性
  - デウス獣戦士ザ・キルトス

獣戦士
- ザ・バラボス
- ザ・ズルルク
- ザ・ザイモス
- ザ・ギーライ
- ザ・ゲルゾル
- ザ・サイザー
- ザ・ガリブル
- ザ・ジーゲン
  - 強化ザ・ジーゲン
- ザ・ガルバリ
- ザ・パワブル
- ザ・ギルギス
- ザ・ジルガル
- ザ・マシラス
- ザ・ズコンダ（A、B）
- ザ・ジライカ
- ザ・ドレイク
- ザ・ブルザス
- ザ・ゾバルダ / ミラン
- ザ・アルゴス
- ザ・ネンジキ
- ザ・ダピラス
- ザ・グルメス
- ザ・ジャガン / 若草リュウ
- ザ・ソードス
- ザ・ガンメル
- ザ・ゴステロ
- ザ・ビーノン
- ザ・ウルキル
- ザ・マザラス
- ザ・ガラバス
- ザ・メタガス
- ザ・デビルブ
- ザ・ゼラギル
- ザ・メノンガ
- ザ・ゼーグル
- ザ・ブクロス
- ザ・デスコン
- ザ・ギータン
- ザ・ガラゴス※劇場版『超新星フラッシュマン』に登場

デウス獣戦士
- ザ・ネフルス
- ザ・ワンダル

エネルギー生命体
- クラーゲン

戦闘員
- 兵士ゾロー☆

### エイリアンハンター
- サー・カウラー
- ボー・ガルダン
  - デウス獣戦士ザ・ガルデス
- バウラ
- ハグ
- ホウ
  - デウス獣戦士ザ・タフモス
- ケラオ

## 地底帝国チューブ（光戦隊マスクマン）
首領
- 地帝王ゼーバ◆
  - リサールドグラーII世◆

幹部
- 地帝王子イガム
- 地帝司令バラバ
- 地奇地奇獣アナグマス
- 盗賊騎士キロス
- イアル姫 / 美緒◆
- 地帝忍フーミン◆
- 地帝忍オヨブー◆

地帝獣
- イグアドグラー
- カビラドグラー
- スカルドグラー
- ドリラドグラー
- ドールドグラー
- サーベルドグラー
- マグネドグラー
- バギルドグラー
- ゾーラドグラー
- シノビドグラー
- ガラガドグラー
- アカメドグラー
- ゲルゲドグラー
- ガマロドグラー
- ギーバドグラー
- ガルボドグラー
- イガラドグラー
- ドクロドグラー / 地帝美女・骨妃
- キメンドグラー
- マジンドグラー
- リュウドグラー
- ヘンゲドグラー
- ジルガドグラー
- ベームドグラー
- ロックドグラー
- デスガドグラー
- デビルドグラー
- ラゴンドグラー
- レンズドグラー
- ゴーラドグラー
- ギギラドグラー
- グロンドグラー / 光
- ハニワドグラー
- ニメンドグラー
- メズメドグラー
- ダイムドグラー
- マグマドグラー
- バルドドグラー
- ハリガドグラー
- キノガドグラー
- ギゼードグラー
- ヨロイドグラー
- ガメスドグラー
- ゴダイドグラー
- スピンドグラー
- バルガドグラー
- ジゴクドグラー
- リサールドグラー
- ホーンドグラー※劇場版『光戦隊マスクマン』に登場

寄生獣
- イグア
- カビラ
- スカル
- ドール
- マグネ
- ガルボ
- キメン

地帝人
- 地帝忍イジン
- 地帝忍ユウ
- ララバ
- エリー
- 香月眉
- リセ
- セト
- 地帝剣士ウナス
- 共生獣セイラ / 女性

その他
- エネルギー獣オケランパ
- 地帝ドグラー

戦闘員
- アングラー兵☆

## 武装頭脳軍ボルト（超獣戦隊ライブマン）
首領
- 大教授ビアス◆
  - 少年王ビアス◆

幹部
- ガードノイド・ガッシュ◆
- ドクターケンプ / 月形剣史
  - 美獣ケンプ
    - 恐獣ケンプ
      - 恐獣ヅノー
- ドクターマゼンダ / 仙田ルイ
  - マシンマゼンダ
    - ロボマゼンダ
- ドクターオブラー / 尾村豪
  - 獣人オブラー
- ドクターアシュラ / 毒島嵐
- ギルド星人ギルドス
- チブチ星人ブッチー
- シュラー三人衆

頭脳獣
- バラバラヅノー
- ウイルスヅノー
- デンソーヅノー
- エンジンヅノー
- タイムヅノー
- イカリヅノー
- タンクヅノー
- メイロヅノー
- ヒヒヅノー
- テストヅノー
- ドクガスヅノー
- エレキヅノー
- ファイヤーヅノー
- プラズマヅノー
- ピエロヅノー
- ツインヅノー
- ベンキョウヅノー
- サイセイヅノー
- オブラーヅノー
- ギターラヅノー
- ケンヅノー
- ブタヅノー
- レーヅノー
- ヒカリヅノー
- ジシンヅノー
- ベガヅノー
  - ベガベビー
- ゴアヅノー
- ロボヅノー
- ガルヅノー
- ギルヅノー
- ヨロイヅノー
- サメヅノー
- ウルフヅノー
- インセキヅノー
- スペースヅノー
- トウメイヅノー
- ボンバーヅノー
- ギルードヅノー
- ボーソーヅノー
- ハッカーヅノー
- バトルヅノー
- アクムヅノー
- デンシヅノー◆

巨大ロボット
- ギガボルト○

戦闘員
- ジンマー☆
  - ダミーマン

## 暴魔百族（高速戦隊ターボレンジャー）
首領
- 暴魔大帝ラゴーン
  - ネオラゴーン◆

幹部
- 暴魔博士レーダ
- 姫暴魔ジャーミン
- 暗闇暴魔ジンバ
- かっとび暴魔ズルテン◆
  - かっとびズルテン

流れ暴魔
- ヤミマル / 流星光
  - 強化ヤミマル
- キリカ / 月影小夜子
  - ヨロイキリカ （ヨロイボーマと合体）
- カシム
  - 暴魔獣キメンボーマ

暴魔獣
- イワガミボーマ
- ネジクレボーマ
- ダンゴボーマ
- ミノカサボーマ
- ペロペロボーマ
- アギトボーマ
- ヤシキボーマ
- トリツキボーマ
- オニボーマ
- ウーラーボーマ
- アラクレボーマ
- タメイキボーマ
- ドグウボーマ
- ダルマオトシボーマ
- コブボーマ
- ドロロボーマ
- カセキボーマ
- ゴクアクボーマ
  - 氷魔
  - 炎魔
- モードクボーマ
- スモウボーマ
- レーサーボーマ
- ユーレイボーマ
- ヤシノミボーマ
- イヌガミボーマ
- フジミボーマ
- スズナリボーマ / 少女暴魔リン
- クロコボーマ
- 超魔神ボーマ○
- オマモリボーマ
- カガミボーマ
- ノッペラボーマ
- シゴキボーマ
- シニガミボーマ
- キオクボーマ
- ジゴクエボーマ
- エホンボーマ
- ワタリドリボーマ
  - オヤクシャボーマ
- デビルボーマ
- ガンマンボーマ
- ヨロイボーマ
- ハンコボーマ
- ヒトツメボーマ
- ドラグラボーマ
- ゴムゴムボーマ
- ヤミクモボーマ
- フーインボーマ
- ジャシンボーマ※劇場版『高速戦隊ターボレンジャー』に登場
- ジャシンボーマJr※劇場版『高速戦隊ターボレンジャー』に登場

その他
- ヤミクモ
- 暴魔ゾンビ
- 赤鬼
- 青鬼
- ドクロ怪人夫婦 / 夫婦
- 暴魔蝙蝠ドラグラス

戦闘員
- ウーラー兵☆
  - 隊長ウー
  - 隊長ラー

## 銀帝軍ゾーン（地球戦隊ファイブマン）
皇帝・戦艦（超獣）
- 銀河皇帝メドー
  - 王女メドー◆
- 銀河戦艦バルガイヤー○
  - 銀河超獣バルガイヤー○◆

幹部
- ガロア艦長◆
  - 偽星川学（本人そっくりではなく仮装しただけの姿）
- 銀河剣士ビリオン
  - 偽星川文矢（本人そっくりではなく仮装しただけの姿）
  - サーベルビリオラ
- 銀河博士ドルドラ
  - 偽星川数美（本人そっくりではなく仮装しただけの姿）
- 銀河の牙ザザ
  - 偽星川レミ（本人そっくりではなく仮装しただけの姿）
  - 合身銀河闘士バラドルギン （ドルドラとザザが合成改造）
- 銀河商人ドンゴロス◆
- 初代艦長シュバリエ
  - 偽星川健（本人そっくりではなく仮装しただけの姿）

銀河戦隊ギンガマン▲
- ギンガレッド・バイカン星人
  - 偽ファイブレッド
- ギンガブラック・グラチス星人
  - 偽ファイブブラック
- ギンガブルー・モノメ星人
  - 偽ファイブブルー
- ギンガピンク・フジミン星人
  - 偽ファイブピンク
- ギンガイエロー・グリンカ星人
  - 偽ファイブイエロー

銀河闘士
- ガメルギン
- トラルギン
- ゾウルギン
- コンドルギン
- エノキラーギン
- サイラギン
- オオカミルギン
- ガガーギン
- カブトギン
- モグラルギン
- デンキウナギン
- トドルギン
- コウモルギン
- ゴキラーギン
- クモルギン
- ブタルギン
- アメーバルギン
- ライオギン
- コガネギン
- カマキラーギン
- コオロギン
- カニギン
- アリギン

合身銀河闘士
- カニアリギン
- イカタマギン
- タヌキツネギン
- ワニカエルギン
- ゴリワシギン
- サメジゴクギン
- ヒョウコブラルギン
- サソリナマズギン
- サザエマジロギン
- カメレザルギン / トオル
- ヒルアゲハギン
- テラノTVギン
- イワカセキギン
- バラドルギン

巨大ロボット
- ビッグガロアン○

その他
- サイシアル
- フリンダ
- 銀河植物シドンデモン
- 放浪剣士クイーンキラー
- 銀河魔神バールギン
- ノッペリ星人
  - 銀河怪獣カイジュルギン
- 銀河獣アンモナイトン
- ミリア星人ソーラ
  - ダークソーラ
- 銀河魔神剣サーベルギン
- 悪魔テレビ
- ロックマン

- 巨大化獣ゴルリン1号〜37号○
- 黒ゴルリン◯
- 銀河忍者バツラーギン

戦闘員
- バツラー兵☆
  - バツラー339号

## 次元戦団バイラム（鳥人戦隊ジェットマン）
幹部
- 裏次元伯爵ラディゲ◆
  - 凶獣ラディガン
  - 巨大獣ラゲム◆○
    - 合体ラゲム（要塞バイロックと融合）◆○
- トラン
  - 帝王トランザ
- マリア / 藍リエ
  - 魔獣マリア
- グレイ
- 女帝ジューザ
  - 魔獣ジューザ

次元獣
- ファイタージゲン○
- ジャグチジゲン
- ロードジゲン
- ハウスジゲン○
- カガミジゲン
- ダイヤジゲン
- ファッションジゲン
- ヌードルジゲン
  - ゴッドラーメン
- ジハンキジゲン
- バスジゲン○
- カメラジゲン
- ボイスジゲン
- カミジゲン
- ウラナイジゲン
- ソウジキジゲン
- ゴミジゲン
- ドライヤージゲン

バイオ次元獣
- ライトアルマジロ
- ジクウマンモス
- ヨロイスネーク
- 粘着ゴキブリ
- 毒ガスネズミ
- アリバズーカ
- ギョライピラニア
- ハンマーカメレオン
- レーザートカゲ
- スナイパーキャット
- 隕石ベム
- ヒルドリル
- ギロチンコウモリ※CDドラマ「鳥人戦隊ジェットマンスーパーアクションサウンド」に登場

その他
- 魔獣セミマル
- 影人間
  - 影ジェットマン（影レッドホーク、影ホワイトスワン、影イエローオウル、影ブルースワロー、影ブラックコンドル）▲
- 異次元生命体ジゴクメデューサ
- 魔神ロボ・ベロニカ
- 試作ロボG2
- 異次元生命体メタモル
  - トマト大王
- 血のヒトデ
- 次元虫（母虫）
  - 次元虫（子虫）
- バイオ次元虫

戦闘員
- グリナム兵☆

### 三魔神
- 魔神ラモン
  - 合体ラモン （バイオ次元虫によりラモンとゴーグが合体）
- 魔神ゴーグ
- 魔神ムー

## バンドーラ一味（恐竜戦隊ジュウレンジャー）
魔女
- バンドーラ◆

大悪魔
- 大サタン◆

幹部◆
- グリフォーザー
- トットパット
- ブックバック
- プリプリカン
- ラミイ
  - ラミイスコーピオン
  - 女性レポーター

魔女バンドーラ一族（大サタン一派）
- カイ◆

ドーラモンスター
- ドーラタイタン○
- ドーラスケルトン
- ドーラミノタウロス
- ドーラスフィンクス / 変な男
- ドーラゴブリン
- ドーラキルケ
- ドーラコカトリス / 偽恵美子
  - ドーラコカトリス2号
- ドーラジン
- ドーラアルゴス
- ドーララドゥーン
- ドーラナイト
- ドーラエンドス / ピエロ
- ドーラピクシー / 野球少年
- ドーラトトイス
- ドーラタランチュラ
- ドーラブーガラナン
- ドーラガズラー
- ドーラフランケ
  - ゾンビフランケ○
    - サタンフランケ○
- ドーラナルシス
- ドーラレイガー
- ドーラニンジャ
- ドーラガンロック
- ドーラ金角
- ドーラシルキス
- ドーラガンサク○
  - 偽大獣神○
  - 偽剛龍神○
  - 偽守護獣ティラノザウルス○
  - 偽守護獣ドラゴンシーザー○
- ドーラアンタイオス
- ドーラキマイラ
- ドーラユニコーン
- ドーラミラージュ / おばさん（中年女性）
  - 偽ティラノレンジャー▲
- ドーラタロス○
  - 強化ドーラタロス◆○

戦闘員
- ゴーレム兵☆
  - 強化ゴーレム兵
  - 偽ジュウレンジャー（偽マンモスレンジャー、偽トリケラレンジャー、偽タイガーレンジャー、偽プテラレンジャー） / 男性（マンモス・トリケラ）、女性（タイガー）、OL（プテラ）▲

ジュウレンジャーの協力者
- ブライ（ドラゴンレンジャー）△

その他
- 命の水の守護者 / 女神（命の精霊クロト）
- ドクロの車屋（死神）

## ゴーマ族（五星戦隊ダイレンジャー）
首領
- ゴーマ十五世

三幹部
- シャダム中佐◆
  - ゴーマ十六世◆
- ガラ中佐
  - 輝けるガラ
- ザイドス少佐

幹部
- 阿古丸
  - 女子小学生（変装）
- 鉄面臂張遼
- 子竜中尉
- 参謀長・嘉挧（一時的にゴーマ族側についた道士・嘉挧の姿）

元老院
- 田豊将軍
- 大僧正リジュ / 男性
  - ノコギリ大僧正

ゴーマ四天王
- 北方天
- 南方天
- 西方天
- 東方天
  - 合体四天王 ※ゴーマ四天王が合体した姿

ゴーマ怪人
- 紐男爵 / ヨーヨー使いの眼鏡の少年
- ガマグチ法師 / バスケットプレイヤー
- 鍵道化師 / 男性
- 口紅歌姫
- 鏡化粧師
- サクラ子爵
- 磁石神父 / 神父
- 豆腐仙人 / 大道芸人
- 歌舞伎小僧
- ゴーマ3チャンズ
  - 神風大将
  - 墓石社長
  - 電話先生
- ハニワ腹話術師
- 地獄の三人官女
  - 指輪官女 / 官女姿の女
  - ネックレス官女 / 官女姿の女
  - イヤリング官女 / 官女姿の女
- 陽炎頭巾
- コピー女帝 / 女性カメラマン
  - 偽天時星・知（召喚）
  - コピーダイレンジャー（コピーリュウレンジャー、コピーシシレンジャー、コピーテンマレンジャー、コピーキリンレンジャー、コピーホウオウレンジャー）（召喚）▲
  - コピー龍星王（召喚）○
- 壷道人
- 早口旅ガラス / 男性
- 鳥カゴ風来坊 / 傷痍軍人
- メディア魔術師 / 高村翔一郎
- サボテン将軍 / 男性
- 大筒軍曹
- 万華鏡伯爵
- パチンコ大名人 / シルクハットの男
- 新紐男爵◆○
- トランプ公爵 / トランプ使いの男※劇場版『五星戦隊ダイレンジャー』に登場
  - オジャル大王 （再生紐男爵～口紅歌姫と合体）

その他
- 歌舞伎ロボット
- 餓狼鬼
- 生き霊ガラ
- イカヅチ
- 魔拳士ジン / 的場陣

戦闘員
- コットポトロ☆
  - 自転車の少年達
  - ローラースケートの少年達

### 大神龍
- 大神龍・昇竜形態◆○
  - 大神龍・龍神形態◆○

## 妖怪軍団（忍者戦隊カクレンジャー）
首領
- 妖怪大魔王◆
  - ダラダラ
    - 強化ダラダラ
    - 再強化ダラダラ
- サンモトゴロウザエモン※Webムービー『忍者戦隊カクレンジャー 30th 第三部・中年奮闘編』に登場

幹部
- 貴公子ジュニア
  - ガシャドクロ
- ユガミ博士
- 軍師・白面郎 / 義輝
- 妖怪戦士ヌエ
- ヌラリヒョン

花のくノ一組▲◆
- サクラ
- ラン
- スイレン
- アヤメ
- ユリ

妖怪
- カッパ / 眼鏡の男
- ロクロクビ / サングラスの女
- オボログルマ / タクシーの運転手
- アズキアライ / 警官
- ヌリカベ / スタジャンの男
- モクモクレン / コートの男
- ガキツキ / エプロンの男
- バケネコ / ペットショップの女
- ドロタボウ / ださい男（泥田坊）
- コナキジジイ / 古美術商の紳士
- シロウネリ / オンボロ帽の男
- テング
- カネダマ / 福王大吉
- ケウケゲン / 毛羽毛院長
- シュテンドウジ兄弟
  - 強化シュテンドウジ兄弟
- アミキリ / 美女
- ザシキワラシ
  - 強化ザシキワラシ
- ツチグモ
- サルガミ / 霞大五郎
- エンラエンラ
- ウミボウズ
- イッタンモメン
- カサバケ
- ヌッペフホフ / アイスキャンデー屋
- アマノジャク / 和尚
- スナカケババア / 厚化粧のおばさん
- カマイタチ / 校長
- バクキ
- カラカサ
- ウシオニ
- ノッペラボウ
- キュウビノキツネ / 老婆
- チョウチンコゾウ
- オオムカデ / 妖怪サンタクロース
- ムジナ / 狸親父
- カシャ / 黒マントの男
- ユキオンナ
- ビンボーガミ / 金貸し妖怪
- ヤマンバ / ペンションの老婆
- ダイダラボッチ / ペンションの支配人
- オオニュウドウ※劇場版「忍者戦隊カクレンジャー」に登場
- ヒトツメコゾウ兄弟※劇場版「忍者戦隊カクレンジャー」に登場
- オンブオバケ / ピーコック男※ 「超力戦隊オーレンジャー オーレVSカクレンジャー」に登場
- ユキオンナ / スノウ※Webムービー『忍者戦隊カクレンジャー 30th 第三部・中年奮闘編』に登場
- カマイタチ / ウィーゼル※Webムービー『忍者戦隊カクレンジャー 30th 第三部・中年奮闘編』に登場
- ガーベラ※Webムービー『忍者戦隊カクレンジャー 30th 第三部・中年奮闘編』に登場
- 蛇五右衛門※Webムービー『忍者戦隊カクレンジャー 30th 第三部・中年奮闘編』に登場
- 蛇骨婆※Webムービー『忍者戦隊カクレンジャー 30th 第三部・中年奮闘編』に登場

- 妖怪レプリカ
  - カッパ
  - オボログルマ
  - モクモクレン
  - ヌリカベ
  - アズキアライ

その他
- ガリ
- 最凶ゴースト

戦闘員
- ドロドロ☆
- へのカッパ

## マシン帝国バラノイア（超力戦隊オーレンジャー）
皇帝
- バッカスフンド
  - 超マシン獣バッカスフンド○
- 皇子ブルドント
  - カイザーブルドント◆

幹部
- 皇妃ヒステリア（皇太后ヒステリア）◆
- 執事アチャ / 人間体アチャ（執事の男）◆
- 執事コチャ◆
- マルチーワ姫 / 人間体マルチーワ（犬を連れた美女）
  - 皇妃マルチーワ◆
- マシン獣バラケリス / マシン獣使いケリス
- ブルドントJr.◆

外部勢力
- ボンバー・ザ・グレート
  - ボンバー・ザ・グレートⅠ世
  - 改造ボンバー・ザ・グレート

マシン獣
- バラドリル
- バラソーサー○
- バラバニッシュ
- バラクラッシャー
- バラカクタス-I
- バラカクタス-II
- バラブレイン
  - バラセパレート○
- バラミサイラー
- バラダーツ
- バラハッカー
- バラプリンター
- バラベイビー
- バラマグマ
- バラピノキラー
- バラリベンジャー
- バラデビル
- バラバキューム
- バラアイビー
- バラビルダー○
- バラボクサー
  - 強化バラボクサー
- バラケンダマ○
- バラマジロ○
- バラクローズ
- バラカッカ / 大礼服の男
- バラハングリー
- バラゴブリン
- バラキング
- バラタランチュラ
- バラグースカ
  - バラグースカ修復体
    - バラグースカ再修復体
- バラジャグチ / ツナギ服の男
- バラナイトメア / 黒マントの男
- バラハンター
- バラペテン / フーテンの熊
- バラガード
  - マルチーワの犬
- バラミクロン○
- スチームパンクス※劇場版『超力戦隊オーレンジャー』に登場
- ロッカーナイト※劇場版『超力戦隊オーレンジャー』に登場
- カボチャンプキン※劇場版『超力戦隊オーレンジャー』に登場
- ジャグチャック※劇場版『超力戦隊オーレンジャー』に登場
- ネコシグナル※劇場版『超力戦隊オーレンジャー』に登場
- バラハグルマ※Vシネマ『超力戦隊オーレンジャー オーレVSカクレンジャー』に登場
- バラモビル※Vシネマ『激走戦隊カーレンジャーVSオーレンジャー』に登場
- バラブレイカー※『王様戦隊キングオージャー IN SPACE』に登場
- ボンバー・ザ・グレート配下
  - バラマンモス○
  - バラスカンク
  - バラポリス / 警察署長
  - バラゴールド○
    - 招き犬

バラノイア製の妖怪
- オンブハグルマ （オンブオバケがバラハグルマと合体）○Vシネマ『超力戦隊オーレンジャー オーレVSカクレンジャー』に登場

その他
- カメラトリック
- 各種ピノキオ
- スタッフロボット※劇場版『超力戦隊オーレンジャー』に登場

戦闘員
- バーロ兵☆
  - 偽ミキオ

協力者
- ジニアス黒田
  - ジニアス黒田（マシン化）
- メカ人間シゲル / 茂

## 宇宙暴走族ボーゾック（激走戦隊カーレンジャー）
支配者（地上げ屋）
- 暴走皇帝エグゾス◆
  - エグゾス・スーパーストロング◆○

総長
- ガイナモ◆

幹部
- 副長ゼルモダ◆
- 発明家グラッチ◆
- 美女ゾンネット / バニティーミラー・ファンベルト（本名）◆
- リッチハイカー教授
  - リッチリッチハイカー教授

荒くれ者
- BB（ビービー）ドンパ
- RR（リーリー）リー
- MM（モーモー）モグー
- QQ（キューキュー）キュータン
- NN（ネーネー）ネレンコ
- YY（ヤーヤー）ゴンザ
- YY（ヤーヤー）ビンゴ
- KK（クークー）エス
  - 宇宙のスピード王・マックス
- BB（ビービー）ドドンパ ※夢の中に登場
- LL（レーレー）オネネ
- PP（パーパー）ラッパー
- UU（ウーウー）ウーリン
- JJ（ジェージェー）ジェットン
- ZZ（ゼーゼー）ゼリ
- OO（オーオー）オーパ
- HH（ヒューヒュー）デーオ
- WW（ワリワリ）ワリッチョ
- AA（アーアー）アバンバ
- CC（チャーチャー）チャッコー
- VV（ヴゥーヴゥー）ゴリーン
- TT（テーテー）テルリン
- DD（ドードー）ドンモ
- XX（クスクス）ミレーノ
- HH（ホイホイ）ワッショイショイ
- ZZ（ヅケヅケ）ギューリー
- UU（ウスウス）ウッス
- FF（フィルフィル）ムンチョリ
- GG（ゴンゴン）ボーン
- BB（ブンブン）コイヤ
- PP（プリプリ）チープリ
- CC（チャムチャム）パッチョーネ
- OO（オロオロ）バットン
- MM（メチャメチャ）シューリスキー
- EE（エンエン）ムスビノフ
- SS（スタスタ）スタタンゾ※Vシネマ『激走戦隊カーレンジャーVSオーレンジャー』に登場
  - SSスタタンゾ（ハイオク）

暴走戦隊ゾクレンジャー▲
- ゾクレッド / SS（スースー）パマーン
- ゾクブルー
- ゾクグリーン
- ゾクイエロー
- ゾクピンク

巨大ロボット○
- ブレーキング
  - 改造ブレーキング
- ノリシロン-12
- ノリシロン-最終
- ノリシロン-増刊※Vシネマ『激走戦隊カーレンジャーVSオーレンジャー』に登場
- スカイギュギューン
- マリンザブーン
- ランドズズーン

その他
- 宇宙ゴキブリ・ゴキちゃん
  - GG（ゴーゴー）ゴキちゃん
  - II（イケイケ）ゴキちゃん
- エレキンタ
- 宇宙生物ビーガー
- 養殖ボーゾック
- 宇宙蜂
- 宇宙ゴロツキ
- 悪のシグナルマン（洗脳されたシグナルマン）▲

戦闘員
- 兵士ワンパー（赤、青、緑、白）☆（緑のみ）

### その他
- 宇宙暴走族ヘルメドー※Vシネマ『電磁戦隊メガレンジャーVSカーレンジャー』に登場

## 邪電王国ネジレジア（電磁戦隊メガレンジャー）
首領
- 邪電王ジャビウス1世
  - ジャビウスハート

幹部
- Dr.ヒネラー / 鮫島博士◆
  - Dr.ヒネラー怪人体◆
- 行動隊長ユガンデ
  - ユガンデ・リライブ
  - ユガンデ・ストロング
  - バーニングユガンデ
- 作戦参謀シボレナ / 模造鮫島静香
  - 偽城ヶ崎千里
  - シスター
- 小悪魔ビビデビ
- ギレール
  - ギガギレール （ユガンデとギレールが合体）
  - マッドギレール
  - ギギレ
- ヒズミナ ※Vシネマ『星獣戦隊ギンガマンVSメガレンジャー』に登場

邪電戦隊ネジレンジャー▲
- ネジレッド / 男性
  - ネジファントム
- ネジブラック / 男性
  - ネジヴァルガー
- ネジブルー
  - ネジビザール
- ネジイエロー / 少女、女性
  - ネジソフィア
- ネジピンク
  - ネジジェラス

ネジレ獣
- エイネジレ
- サイネジレ
- カメレオンネジレ
- エビネジレ
- ゾウネジレ
- ハチネジレ
- コウモリネジレ
  - ネオコウモリネジレ
- バラネジレ
- プチバラネジレ
- モグラネジレ
- フクロウネジレ
- ドクガネジレ
- ガマネジレ
- キノコネジレ
- サソリネジレ
- ワニネジレ1
- ワニネジレ2
- ムカデネジレ
- アリジゴクネジレ
- アンコウネジレ
  - アンコウネジレ完全体 （弟を取り込んだ）
- アンコウネジレ弟（コムタン）
- バッファローネジレ
  - バッファローネジレ（ダミー）
- ウツボネジレ
  - ウツボネジレ（クローン）
- セミネジレ
- サンゴネジレ
- シロアリネジレ（メス、オス）
- ブタネジレ / ヒゲのコック

サイコネジラー
- ライオンネジラー
- ヤマアラシネジラー / コーチ
- カマキリネジラー
- コンドルネジラー
- カナリアネジラー
- トカゲネジラー
- トゲバリネジラー
- マボロシネジラー
- テンソウネジラー
- ジゴクネジラー / 学ランの男子生徒
- カニネジラー※Vシネマ『電磁戦隊メガレンジャーVSカーレンジャー』に登場

その他
- 究極生命体
- 戦艦ネジクラッシャー
- グランネジロス◆○

戦闘員
- 兵士クネクネ☆
  - ボスクネクネ / 警官
    - キングクネクネ

## 宇宙海賊バルバン（星獣戦隊ギンガマン）
船長
- ゼイハブ船長◆

幹部
- 操舵士シェリンダ
- 樽学者ブクラテス
- 闇商人ビズネラ

行動隊長
- 銃頭サンバッシュ
- 剣将ブドー
- 妖帝イリエス
  - 邪帝イリエス （復活魔人族と合体）
- 破王バットバス

魔獣○
- ダイタニクス
  - 魔獣要塞ダイタニック
- 地球魔獣・幼体
  - 地球魔獣・成長体◆

魔人
- サンバッシュ魔人団
  - コルシザー
  - リグロー
  - ドレッドレッダー
  - バクター
  - タグレドー
  - トルバドー
  - ドルマー
  - マンディガー
  - ストイジー
  - ネイカー
  - グリンジー
    - 偽ヒュウガ

- ブドー魔人衆
  - 虚無八
  - 札僧正
  - 煙ヱ門
  - 雨法師
  - 傀儡太夫
    - 爆弾人形

  - 壊力坊
  - 闇丸
  - 鬼丸
  - ブドー魔人衆四将軍
    - 砂爆盗
    - 氷度笠
    - 砲烈道
    - 怒濤武者
      - 邪装光・怒濤武者

- イリエス魔人族
  - メドウメドウ
    - 偽ブドー

  - ワンガワンガ
  - ゲルトゲルト
    - ゲルトゲルトの人形たち

  - モルグモルグ
  - ヒエラヒエラ
  - バルギバルギ
  - ガーラガーラ / 占い師
  - メルダメルダ
  - デスフィアス

- バットバス魔人部隊・特殊部隊
  - バマース
  - ボンブス
  - ゴビース
  - マグダス
  - バズガス
  - デギウス
  - ダングス
  - ヂェンゾス
  - ザッカス
  - ミザルス

その他○
- 鋼星獣ギガライノス（悪）
- 鋼星獣ギガフェニックス（悪）
- アイハブ※『王様戦隊キングオージャー IN SPACE』に登場

戦闘員
- 賊兵ヤートット☆

ギンガマンの協力者
- 黒騎士ブルブラック（ヒュウガ（黒騎士ヒュウガ）に憑依 / 宇宙海賊バルバンに協力していないが、ギンガマンのライバル）△

### 宇宙海賊グレゴリ
※いずれもVシネマ『星獣戦隊ギンガマンVSメガレンジャー』に登場
- グレゴリ艦長

魔獣○
- ゲルマディクス
  - 魔獣要塞ゲルマディック

## 災魔一族（救急戦隊ゴーゴーファイブ）
首領
- 大魔女グランディーヌ
  - グランディーヌ完全体
  - グランディーヌ・エネルギー体◆○

幹部
- 冥王ジルフィーザ
  - 破壊神ジルフィーザII◆○
- 獣男爵コボルダ
- 邪霊姫ディーナス
- 童鬼ドロップ
  - 龍皇子サラマンデス（龍冥王サラマンデス）
    - 白い服の少年（サラマンデスの魂の分離体）

  - 幽魔王サラマンデス
  - 破壊神サラマンデスドラゴン◆○
- 呪士ピエール◆
- 合成災魔ボリピエール （ボリバルとピエールが合体）
- 幽界衛兵災魔カオス
- 闇王ギル※Vシネマ『救急戦隊ゴーゴーファイブVSギンガマン』に登場
- 暗闇獣○※Vシネマ『救急戦隊ゴーゴーファイブVSギンガマン』に登場

サイマ獣
- 天のサイマ獣
  - 竜巻サイマ獣トルネデウス
  - 雷針サイマ獣ライマ
  - 黒煙サイマ獣チャンバーノ
  - 電脳サイマ獣サイバギルド
  - ご褒美サイマ獣ガラガ
    - ゴレムガラガ

  - 策士サイマ獣スパイダラス
  - 司祭サイマ獣ハレルヤン
  - 忍耐力サイマ獣ガルバリア

- 地のサイマ獣
  - 岩石サイマ獣マグマゴレム
    - 強化マグマゴレム

  - 地震サイマ獣クエイクロス
  - 掘削サイマ獣モルグール
  - 暴食サイマ獣ジュウキ
    - ゴレムジュウキ

  - 地響きサイマ獣ガネムージャ
  - 墓荒らしサイマ獣ゾンビースト
  - 弓術サイマ獣ドグル
  - カードサイマ獣ゴダイ
  - 格闘技サイマ獣スパルタン
  - 爆弾虫サイマ獣ヒルゲムージャ

- 水のサイマ獣
  - 爆発弾サイマ獣ガスガイル
  - 溶解液サイマ獣ジェルーダ
  - 吸力サイマ獣バンパイラ
  - 幼化サイマ獣ザイレン
    - ゴレムザイレン

  - 軟体サイマ獣デスマイン
  - 死神戦士サイマ獣タナトス
  - 熊手サイマ獣ガバラ
  - 最強サイマ獣デモス※卵のみ登場

- 火のサイマ獣
  - 暗黒魔剣サイマ獣ソルゴイル
  - 火炎サイマ獣ヘルゲロス
    - ゴレムヘルゲロス

  - 超音波サイマ獣ブローゲン
    - ゴレムブローゲン

  - 探索サイマ獣デスタグ
  - 操りサイマ獣パペトング
  - 吸引サイマ獣バキューマ
  - 花粉サイマ獣バイラ
  - 武士道サイマ獣ハガクレン
  - 龍戦士サイマ獣リザーデス
  - 夢幻サイマ獣バハムー

冥界魔闘士
- ゾード
- グール
- ジーン
- 合成獣キマイラー※冥界魔闘士が合体した姿

その他
- 暗黒惑星グランデ○
- 爆弾虫
- 消防ロボ・ビッグドーザー○
- サイマ寄生獣パラサイト
- 闇の亡者※Vシネマ『救急戦隊ゴーゴーファイブVSギンガマン』に登場

戦闘員
- 使い魔インプス☆
  - ディーナス親衛隊インプス

### 獣魔一族
※Vシネマ『救急戦隊ゴーゴーファイブ 激突!新たなる超戦士』に登場
- 獣魔王ゴルモア
  - ゴルモア完全体○

## ロンダーズファミリー（未来戦隊タイムレンジャー）
首領
- ドン・ドルネロ / 金城銅山

幹部
- ギエン / 人間体ギエン（黒服の青年）◆
  - 偽時間保護局隊員
- リラ
  - 偽リュウヤ

ロンダー囚人
- 爆弾魔ジェッカー
- 現金強奪犯キース
- 連続誘拐犯ナバル / 男性
- 殺し屋マッドブラスト
- 宝石窃盗犯ルージェ
- 悪徳殺人医ドク
- ハイジャック犯ナボコフ
- 悪徳警察官アーノルドK
- 傭兵オーグ
- 愉快犯ゴウガン
- 恐喝犯ゲーマルク
  - ミニゲーマルク
- 賭博師ベリト
- マッドレーサー・バロン / レーサー
- スナイパー・レイホウ
- 美食放火魔ビンセント / 美食家の男
- 恐喝番長フラン / 松嶋先生
- テロリスト・サンドーラ
- 用心棒ハイドリッド
- 結婚詐欺師バーベラ / 広末恭子
- エネルギー窃盗犯ウーゴ
- 傷害犯ボーグ
- 狂気の科学者ゲンブ
- エステティシャン・ドミーロ
- 武器密売人ハマー
- 密猟者マスターハンター
- カウンセラー・ゼクター / カウンセラー
- 爆弾製造犯D.D.ラデス
- 悪徳金融業者ドゴール / 鬼金
- ストーカー刑事アベル
- ハッカー・ユーゲント
- 武器商人バンジャン
- 破壊工作員メイデン / 男性
- 魂の活動屋グロカン / 黒金
- 連続窃盗犯ドーパ
- 予言者ストラウス / 金下
- コンピューターエンジニア・ゲート
- 殺人ボクサー・ボリバル※Vシネマ『未来戦隊タイムレンジャーVSゴーゴーファイブ』に登場
- 合成災魔ボリピエール （ボリバルとピエールが合体）
- ドゴールの弟レアル※Vシネマ『未来戦隊タイムレンジャーVSゴーゴーファイブ』に登場
- レイホウの姉ルピア※Vシネマ『未来戦隊タイムレンジャーVSゴーゴーファイブ』に登場
- オーグの伯父バーツ※Vシネマ『未来戦隊タイムレンジャーVSゴーゴーファイブ』に登場
- ゲーマルクの又従兄弟ディナール※Vシネマ『未来戦隊タイムレンジャーVSゴーゴーファイブ』に登場
- ブラスター・マドウの隣人シリング※Vシネマ『未来戦隊タイムレンジャーVSゴーゴーファイブ』に登場

ヘルズゲート囚人
- ブラスター・マドウ
- ジャグル
- エンボス
- ハーバル

戦闘メカ○
- 破壊兵器ノヴァ
- メカ・クライシス
- ネオ・クライシス◆

戦闘員
- ジャンクロイド・ゼニット（薄茶色、金色）☆（金色のみ）
  - 黒スーツの男達

### その他（未来戦隊タイムレンジャー）
- 生体戦闘ロボットGゾード○
- 宇宙人ドウザ

## オルグ（百獣戦隊ガオレンジャー）
オルグの王（正確には全てのハイネスデュークオルグが融合した姿）
- センキ◆
- 百鬼丸○
- オルグマスター（ハイネスデュークオルグの虚言で実在しない）

ハイネスデュークオルグ（ヘルハイネスデュークオルグ）
- シュテン
  - ヘルハイネスデューク・シュテン
- ウラ
  - ウラ究極体
  - ヘルハイネスデューク・ウラ
- ラセツ
  - ヘルハイネスデューク・ラセツ
- はぐれハイネス・ラクシャーサ※Vシネマ『百獣戦隊ガオレンジャーVSスーパー戦隊』に登場

デュークオルグ
- ヤバイバ◆
  - 装甲ヤバイバ
- ツエツエ◆
  - オニヒメ
  - 装甲ツエツエ
- 狼鬼 / 大神月麿（シロガネ）（闇狼の面で変化、後に分離・闇狼の面のみが実体化）▲（ガオシルバー）
- ラセツ配下
  - プロプラ
  - キュララ
  - ドロドロ
    - 影レンジャー（影ガオレッド、影ガオイエロー、影ガオブルー、影ガオブラック、影ガオホワイト、影ガオシルバー）（召喚）▲

オルグ三兄弟※いずれも劇場版『百獣戦隊ガオレンジャー 火の山、吠える』に登場
- ゼウスオルグ
- ポセイドンオルグ
- ハデスオルグ

オルグ魔人
- タービンオルグ
- プラグマオルグ
- ハリガネオルグ
- カメラオルグ
- ツリガネオルグ
- タイヤオルグ
- ウエディングドレスオルグ
- 帆船オルグ
- シグナルオルグ
- 携帯電話オルグ
- ブルドーザーオルグ
- 武者人形オルグ
- コピーオルグ
  - コピー戦隊コピーレンジャー（コピーガオレッド、コピーガオイエロー、コピーガオブルー、コピーガオブラック、コピーガオホワイト）（召喚）▲
- フリーザーオルグ
- 掃除機オルグ
- バスオルグ
- 時計オルグ
- メガネオルグ
- 原付オルグ
  - バイクオルグ
- 人体標本オルグ
- 芝刈り機オルグ
- キマイラオルグ
- カラオケオルグ
- ツボオルグ
- ボウリングオルグ
- 墓石オルグ
- 炭火焼きオルグ / 文左衛門
- カジヤオルグ
- 魔笛オルグ
- ジャグリングオルグ
- 猛獣使いオルグ
- モニターオルグ
- ブリキオルグ
- クリスマスオルグ
  - クルシメマスオルグ
- 正月オルグ
- 蒸気機関オルグ
- 雪ダルマオルグ※ドラマCDに登場

戦闘員
- オルゲット☆
  - 赤いオルゲット
  - 強化体※Vシネマ『百獣戦隊ガオレンジャーVSスーパー戦隊』に登場

## 宇宙忍群ジャカンジャ（忍風戦隊ハリケンジャー）
嘆きの弓と怒りの矢で生まれるアレ
- 邪悪なる意志○◆
  - 再生タウ・ザント究極体（巨大、等身体）◆
  - 再生暗黒七本槍（一の槍フラビージョ、二の槍チュウズーボ、三の槍マンマルバ成体、四の槍ウェンディーヌ、五の槍サーガイン、六の槍サタラクラ、七の槍サンダール）◆

首領
- タウ・ザント
  - タウ・ザント究極体○

上忍・暗黒七本槍
- 一の槍フラビージョ
  - 偽ガオホワイト / 偽大河冴（声は各暗黒七本槍のもの）▲※Vシネマ『忍風戦隊ハリケンジャーVSガオレンジャー』に登場
- 二の槍チュウズーボ
- 三の槍マンマルバ
  - マンマルバ幼体
  - マンマルバ成体
  - マンマルバ（クローン）
  - マンマルバ暴走体○
  - 偽ガオブラック / 偽牛込草太郎（声は各暗黒七本槍のもの）▲※Vシネマ『忍風戦隊ハリケンジャーVSガオレンジャー』に登場
- 四の槍ウェンディーヌ
  - 偽ガオブルー / 偽鮫津海（声は各暗黒七本槍のもの）▲※Vシネマ『忍風戦隊ハリケンジャーVSガオレンジャー』に登場
- 五の槍サーガイン
  - 黒武者体ガインガイン
  - サーガイン本体（小型生命体）
  - 偽ガオイエロー / 偽鷲尾岳（声は各暗黒七本槍のもの）▲※Vシネマ『忍風戦隊ハリケンジャーVSガオレンジャー』に登場
- 六の槍サタラクラ
  - 偽ガオレッド / 偽獅子走（声は各暗黒七本槍のもの）▲※Vシネマ『忍風戦隊ハリケンジャーVSガオレンジャー』に登場
- 七の槍サンダール

- チュウボウズ※Vシネマ『忍風戦隊ハリケンジャーVSガオレンジャー』に登場
- 零の槍バット・ゼ・ルンバ※Vシネマ『忍風戦隊ハリケンジャー 10 YEARS AFTER』に登場
  - 分身忍者バット
  - 分身忍者ゼ・ルンバ

中忍
- 宇宙人忍者群団
  - 結界忍者ケッカイ坊
  - コピー忍者クリソッツ坊
  - 毒花忍者ハナサッカ道士
  - 次元忍者フタブタ坊
  - 繁殖忍者クッツク法師
  - 悪夢忍者ユメバクー師
  - ダンシング忍者ヒゲナマ頭巾
  - バックトゥ忍者オクト入道
  - 霧吐き忍者キリキリマイ師
  - 島忍者ギリギリガイ師

- クグツ忍者群団
  - 磁石忍者ジシャックモ
  - 穴掘り忍者モグドラゴ
  - 縁切り忍者シラーンス
  - 水喰い忍者ガマジャクシ
  - メタル忍者テッコツメーバ
  - 災厄忍者カンガルーレット
  - 雷忍者ウナダイゴ
  - 恋煩い忍者チューピッド
  - 美少女忍者フラビジェンヌ
  - 洗脳忍者ジュクキノコ
  - 滑空忍者ムササビスタル
  - 腐食忍者フショクルーガ
  - 花火忍者タマヤードン※CDドラマに登場

- 仮面忍者群団
  - 蜃気楼忍者ジン・ギローン
  - 香水忍者キラ・コローネ
  - 復活忍者バンパ・イヤーン
  - 重力忍者オモ・カル
  - 残暑忍者ベロ・タン
  - 風船忍者ゴムビ・ローン
  - 漫才忍者ツッコ・ミーナ

- 扇忍獣群団
  - 凶扇獣バドーギ○
  - 災扇獣デザーギ○
  - 呪扇獣マドーギ
    - 偽ハリケンジャー（偽ハリケンレッド、偽ハリケンブルー、偽ハリケンイエロー / デザーギの羽根 /召喚）▲
    - 偽ゴウライジャー（偽カブトライジャー、偽クワガライジャー / デザーギの羽根 /召喚）▲
    - 偽シュリケンジャー（デザーギの羽根 / 召喚）▲

カラクリ巨人○
- メガタガメ
- メガタガメ・マーク||
  - メガタガメ・マーク||（ハリアー）
- メガタガメ・マーク|||
- メガタガメ・マークIV（メガタガメセクシー）
- ガインガイン
- フラビジェンヌロボ
- ジャイアントムササビスタル

その他
- 忍狼獣ファングール
  - ファングール・序
  - ファングール・破
  - ファングール・急
  - 合身巨獣ファンゲロス○

悪の戦隊
- ハリケンダーク / 椎名鷹介▲（ハリケンレッド）※Vシネマ『忍風戦隊ハリケンジャー 10 YEARS AFTER』に登場

戦闘員
- 下忍マゲラッパ☆

ハリケンジャーの協力者△
- 電光石火ゴウライジャー
  - 霞一甲（カブトライジャー）
  - 霞一鍬（クワガライジャー）

### 宇宙忍猿ザール一族
※いずれも劇場版『忍風戦隊ハリケンジャー シュシュッと THE MOVIE』に登場
- 宇宙忍猿ヒザール
- 宇宙忍猿ブリザール
  - 合体宇宙忍猿アシュラザール○※宇宙忍猿が合体した姿

### ウラ七本槍
- 三の槍オイランダ※Vシネクスト『忍風戦隊ハリケンジャーでござる! シュシュッと20th Anniversary』『特捜戦隊デカレンジャー 20th ファイヤーボール・ブースター』に登場。
- 四の槍アウンジャ※ウェブムービー『忍風戦隊ハリケンジャーwithドンブラザーズ』、Vシネクスト『忍風戦隊ハリケンジャーでござる! シュシュッと20th Anniversary』に登場

## 邪命体エヴォリアン【侵略の園エヴォリアン】（爆竜戦隊アバレンジャー）
邪命神
- デズモゾーリャ
  - デズモリジュエル （リジュエルと合体）
  - デズモヴォーラ （ミケラ、ヴォッファと合体）
  - 侵略の園究極体デズモゲヴァルス （侵略の園と合体）◆○

使徒
- 黎明の使徒リジェ
  - 黎明の使徒リジュエル
- 創造の使徒ミケラ
- 無限の使徒ヴォッファ
- 破壊の使徒ジャンヌ / マホロ
  - 武装ジャンヌ（暗黒の鎧）
- 暗黒の使徒ガイルトン / ミズホ
  - 武装ガイルトン（暗黒の鎧）
- 落第の使徒フラビージョ※Vシネマ『爆竜戦隊アバレンジャーVSハリケンジャー』に登場
- 誘惑の使徒ウェンディーヌ※Vシネマ『爆竜戦隊アバレンジャーVSハリケンジャー』に登場

トリノイド
- 12号ヤツデンワニ
- 4号バクダンデライオン
- 5号ハッカラスナイパー
- 6号ザクロバキューム
- 7号ジシャクナゲンゴロウ
- 8号キンモクセイカミカクシ
- 9号バンクマッシュルーム
- 3号テンサイキック / 寺山学長
- 10号シャークルマーガレット
- 11号アヤメガネズミ
- 13号ムカデンパンジー
  - ムカデンパンジー（ダミー）
- 14号ハエマツ
- 15号ツリバカツオリーブ
- 16号ツタコタツ
- 17号ショホウセンカメレオン
- 18号ラッコピーマン
- 2号ヒルリンドウ / 佐竹昭雅
- 19号ハゲタカライチ
- 20号ルージュラフレシア
- 21号レインディアサンタ / サンタクロース
- 22号ナナクサルンバ
- 1号ドラゴンドラン / 出雲蘭
- 0号サウナギンナン ※Vシネマ『特捜戦隊デカレンジャーVSアバレンジャー』に登場
- 23号アロハイビスカスカンク※CDドラマに登場、番号は明言されていない
- 24号アバレンゲッコー ※Vシネクスト『爆竜戦隊アバレンジャー 20th 許されざるアバレ』に登場

邪命戦隊エヴォレンジャー▲
- シャークルレッド
- アヤメガブルー
- テンサイエロー

ギガノイド○
- 1番「運命」
- 2番「英雄」
- 3番「時計」
- 4番「復活」
- 5番「狩」
  - 5番「狩（第二楽章）」
- 6番「巨人」（今中笑里が巨大化）
- 7番「新世界より」
- 8番「ジュピター」
- 9番「奇跡」
- 10番「悲劇的」
- 11番「不滅」
- 幻のギガノイド「うっかり者」※劇場版『爆竜戦隊アバレンジャー DELUXE アバレサマーはキンキン中!』に登場（シルエットのみ）

アバレキラー、リジュエル製邪命体
- キラーゴースト
- リジュエロイド・キラーゴースト二世

他の邪命体
- 鎧の邪命戦士（デズモゾーリャの一部が実体化） ◆
- 要塞生命体アノマロガリス○
  - 要塞生命体アノマロガリス二世○
- 連結暴走生命体バルギゲニア○
- ヘキサノイド・ハナビキニキビーナス※劇場版『爆竜戦隊アバレンジャー DELUXE アバレサマーはキンキン中!』に登場
- 邪忍イーガ※Vシネマ『爆竜戦隊アバレンジャーVSハリケンジャー』に登場
  - イーガ分身

暗黒の鎧
- 暗黒の鎧（アスカ、仲代壬琴が装着）▲（アバレブラック、アバレキラー）

暗黒爆竜○
- ティラノサウルス
- トリケラトプス
- プテラノドン

凶悪爆竜○※全て劇場版『爆竜戦隊アバレンジャー DELUXE アバレサマーはキンキン中!』に登場
- 爆竜カルノリュータス
- 爆竜カスモシールドン
- 悪の戦闘巨人バクレンオー ※TVシリーズで再登場する

戦闘員
- バーミア兵☆
  - ゾルル
  - ゲルル

アバレンジャーの協力者
- 仲代壬琴（アバレキラー / 一時的に邪命体（侵略の園）エヴォリアンの首領になる）△

### 次元の流れ者
- ガルヴィディ※劇場版『爆竜戦隊アバレンジャー DELUXE アバレサマーはキンキン中!』に登場
  - 偽フリージア王女

## アリエナイザー（特捜戦隊デカレンジャー）
武器商人
- レイン星人エージェント・アブレラ◆■
  - クローンアブレラ※Vシネマ『特捜戦隊デカレンジャー 10 YEARS AFTER』に登場

アリエナイザー
- ラブーリ星人バラン・スー○
- ディアマンテ星人ドン・モヤイダ / 黒コートの男
- グローザ星人ヘルヘヴン
- リコモ星人ケバキーア
  - 偽衛里香
- アンリ星人ベイルドン
- ドルトック星人マノ・マーク / 岩木
- リドミハ星人カーサス / 和崎宏美
- クウォータ星人ダゴネール
- ザムザ星人シェイク
- ビリーザ星人ヴィーノ / 金髪の男
  - 銀河一の殺し屋ギガンテス
- カジメリ星人ベン・G（サイボーグ後）
  - ベン・G（サイボーグ前）
- クリスト星人ファーリー
- ティタン星人メテウス
- オズチュウ星人イーアル / 王（ワン）
- パーフェク星人サークルバ
- ウージョン星人ジンチェ / 戸増宝児（入れ替わり）▲（デカブルー）
- ゲルマー星人バイズ・ゴア
- ドラド星人ゴルドム
- スピリト星人ビョーイ
  - ビョーイに憑依された人間達
- タイラー星人ダーデン
- バンダレ星人ジーバ
  - ジーバ強化体
- ビース星人ビーリング
- バリゲ星人ミリバル / 男性
- パウチ星人ボラペーノ
  - コピーアリエナイザー軍団（偽ケバキーア、偽ダゴネール、偽シェイク、偽ベイルドン、偽カーサス、偽ブリッツ・ヘルズ）
- スペキオン星人ジェニオ
- ブコス星人ジャッキル
- トカーサ星人マチカ
- カラカズ星人サノーア
  - サノーア（マッスルギア）
- ボッツ星人ゾータク
  - ゾータク（マッスルギア）
- サウザン星人ギネーカ
- ハンドレ星人デーチョ
- テンテ星人シロガー
- マイク星人クロード / 少年クロード
- アラドン星人ギャンジャバ / 眼鏡の男
  - ギャンジャバ（マッスルギア）
- ユイルワー星人ミーメ
  - 偽デカピンク（悪夢の幻影）▲
- パイロウ星人コラチェク
  - 超LLサイズ フレイムギア○
- アサシン星人ジンギ
- ギラーク星人ドン・ビアンコ
- ザブン星人ドン・ブラコ
- スマスリーナ星人ニカレーダ
  - 偽モンテーン博士
- ボクデン星人ビスケス
- アモーレ星人バーチョ
  - バーチョ（サナギ態）
- スケコ星人マシュー / ヒロノブ
- ダイナモ星人テリーX
- クラーン星人ジェリフィス
  - スドラ星人ギレーヌ（ジェリフィス憑依）
  - 赤座伴番（ジェリフィス憑依）▲（デカレッド）
- ギンジフ星人カザック※Vシネマ『特捜戦隊デカレンジャーVSアバレンジャー』に登場
  - 偽ヌマ・О
  - 偽ハリケンレッド▲
- アリエナイザケンナー※児童誌付録CDに登場
- アルゴル星人バボン※Vシネマ『魔法戦隊マジレンジャーVSデカレンジャー』に登場
- チグカデ星人ビルヂーク○※Vシネマ『魔法戦隊マジレンジャーVSデカレンジャー』に登場
- バーグ星人クローネン※Vシネマ『スペース・スクワッド ギャバンVSデカレンジャー』に登場
- ニタズミー星人イペット※Vシネマ『スペース・スクワッド ギャバンVSデカレンジャー』に登場
- ジウジッソ星人マープル※Vシネクスト『特捜戦隊デカレンジャー 20th ファイヤーボール・ブースター』に登場
  - ジウジッソ星人ロットメン
- チーマ星人タレワラーネ※Vシネクスト『特捜戦隊デカレンジャー 20th ファイヤーボール・ブースター』に登場
- ヨシワ星人ラエンジョ※Vシネクスト『特捜戦隊デカレンジャー 20th ファイヤーボール・ブースター』に登場
- リドミハ星人モクミス※Vシネクスト『特捜戦隊デカレンジャー 20th ファイヤーボール・ブースター』に登場
- タイラー星人ドンキング※『王様戦隊キングオージャー IN SPACE』に登場

リバーシア星人ヘルズ三兄弟
- 長兄ブリッツ・ヘルズ
- 次兄ボンゴブリン・ヘルズ
- 末娘サキュバス・ヘルズ / 女性サキュバス

テンカオ星人
- ラジャ・ナムナン
  - ラジャ・ナムナン（マッスルギア）
- ゴレン・ナシ / 額に模様のある男
- ヤム・トムクン / 額に模様のある男

最強最悪の傭兵軍団
- ゲド星人ウニーガ◆
- ドラグ星人ガニメデ◆
- ギモ星人アンゴール
- ジャーゴ星人スキーラ◆

アルゴル星人ガスドリンカーズ
※全て劇場版『特捜戦隊デカレンジャー THE MOVIE フルブラスト・アクション』に登場
- ヴォルガー / 男性ヴォルガー
- ジーン / 女性ジーン
- ブランデル / 男性ブランデル
- ウインスキー / 男性ウインスキー

宇宙警察の裏切者/キルリアンファミリー
※全てVシネマ『特捜戦隊デカレンジャー 10 YEARS AFTER』に登場
- カイト・レイドリッヒ（善の顔）
  - カイト・レイドリッヒ（悪の顔）（アリエナイザーX）
  - 偽ドギー・クルーガー
  - カイト・レイドリッヒ（ネオハイパーマッスルギア）
- アサム・アシモフ▲（ネオデカレッド）
- ムギ・グラフトン▲（ネオデカイエロー）

怪重機○
- スカラベーダー
- ファンクラッシャー
- デビルキャプチャー
  - デビルキャプチャー2
  - デビルキャプチャー3
  - デビルキャプチャー4
  - デビルキャプチャー5
  - デビルキャプチャー6
- エンバーンズ
- シノビシャドー
  - シノビシャドー2
- テリブルテーラー
  - テリブルテーラー2
- キャノングラディエーター
  - キャノングラディエーター2
  - キャノングラディエーター3
  - キャノングラディエーター4
- ビグドローワー
  - ビグドローワー2
- ゴッドパウンダー
  - ゴットパウンダー（コピー）（ボラペーノによる変身した姿）
- ハンタージェット
  - ハンタージェット2
- アルティメットイビル
  - アルティメットイビル2
- メガロリア
  - メガロリア2
- ナイトチェイサー
  - ナイトチェイサー2
- ミリオンミサイル
- フランケンザウルス
- アブトレックス
  - アブトレーラー
- キラータンク※劇場版『特捜戦隊デカレンジャー THE MOVIE フルブラスト・アクション』に登場
- パレットビュー※Vシネマ『特捜戦隊デカレンジャーVSアバレンジャー』に登場
- アボトレックス※Vシネマ『魔法戦隊マジレンジャーVSデカレンジャー』に登場
  - アボトレーラー

その他のメカ・巨大生物○
- マシンモンスター・ギーガス
- 宇宙生物ブラウゴール（兄・弟）

ドロイド
- アーナロイド☆
- バーツロイド
- イーガロイド

## 地底冥府インフェルシア（魔法戦隊マジレンジャー）
首領
- 冥獣帝ン・マ
  - 絶対神ン・マ◆

幹部
- 魔導騎士ウルザード / 小津勇▲（天空勇者ウルザードファイヤー、天空聖者ブレイジェル）
  - ウルケンタウロス○
  - ウルカイザー○
- 凱力大将ブランケン
- 妖幻密使バンキュリア◆※劇場版『海賊戦隊ゴーカイジャーVS宇宙刑事ギャバン THE MOVIE』にも登場
  - ナイ◆
  - メア◆
  - バンキュリア強化体
- 魔導神官メーミィ
  - 天空聖者ライジェル

冥獣/超冥獣
- トロル
  - トロル（2体目）
    - ストーントロル○
- ブロブ○
- ワーム
- コカトリス
- ミミック
- ファンガス
- マンティコア
- スペクター
  - プチ・エリコ（冥獣化）
- リーチ
蠱毒房三冥獣
  - オーガ
  - グール
  - スケルトン
- ガーゴイル○
- スパイダー
- 超冥獣リビングソード○ ※劇場版『魔法戦隊マジレンジャー THE MOVIE インフェルシアの花嫁』に登場

冥獣人
- グレムリン・ガリム
- ベヒモス・ベルダン
- ニンジャ・キリカゲ
- インキュバス・ベルビレジ
- シーフ・ガストン
- ハーピー・ピーウィー
冥獣人四底王
  - サムライ・シチジューロー
    - サムライ・シチジューロー本体（刀）（小津蒔人（マジグリーン）に憑依）▲

  - セイレーン・ネリエス
  - イエティ・ズィー
  - コボルト・ブルラテス
- 合体冥獣人キマイラ
- バーサーカー・グルーム・ド・ブライドン※劇場版『魔法戦隊マジレンジャー THE MOVIE インフェルシアの花嫁』に登場
  - ソード・オブ・グルーム （リビングソードと合体）○
- デーモン・アボロス（エージェントX）※Vシネマ『魔法戦隊マジレンジャーVSデカレンジャー』に登場
- ザケンナー 走り屋のバリゾク※児童誌付録CD『魔法戦隊マジレンジャー&ふたりはプリキュアMax Heart おたのしみおやくそくCD、お正月おたのしみハッピーCD』に登場

冥府十神○
- 二極神
  - スレイプニル★
  - ドレイク★
    - ドレイク・ドラゴン形態○

三賢神
  - ダゴン◆★
  - スフィンクス◆
  - ゴーゴン
    - ゴーゴン大蛇形態

五武神
  - トード
    - 偽マジレンジャー（偽マジレッド、偽マジイエロー、偽マジブルー、偽マジピンク、偽マジグリーン）（召喚）▲
    - 巨大冥府ガエル（召喚）（偽マジレンジャーが合体）

  - サイクロプス★
  - イフリート
  - ティターン
  - ワイバーン

その他
- 魔導馬バリキオン○
- 悪魔の氷山イーブルアイス
- 冥機ゴーレム○
- 冥菌獣モールド
  - 冥菌獣ハイモールド
- 冥府ガエル

戦闘員
- 冥府兵ゾビル☆
- 冥府伍長ハイゾビル

## ネガティブシンジケート（轟轟戦隊ボウケンジャー）

### ゴードム文明
首領
- 大神官ガジャ◆
  - ガジャドム◆

巨神○
- ゴードム
- ガガドム（クエスターロボ）

その他（プレシャス関連の配下）
- 改造幻獣ゴードラム○
- デスペラード◆

戦闘員
- カース☆

### ジャリュウ一族
首領
- 創造王リュウオーン / 人間体リュウオーン（冒険者の男性）※『海賊戦隊ゴーカイジャー』第21話にも登場

大邪竜（改造恐竜）○
- ドルド
- ザルド
- ギラド
- ゾラド

邪悪竜
- ドライケン
- リンドム
- ナーガ
- ターロン
- デンベエ
- ダガーギン

その他
- 水の民ラギ
  - 邪悪竜ラギ
- 邪機竜グランド○

戦闘員
- 竜人兵ジャリュウ◆※『海賊戦隊ゴーカイジャー』第21話にも登場
  - 超巨大ジャリュウ○

### ダークシャドウ
首領
- 幻のゲッコウ◆※劇場版『海賊戦隊ゴーカイジャーVS宇宙刑事ギャバン THE MOVIE』にも登場
  - 魔鳥○

幹部
- 闇のヤイバ★
- 風のシズカ◆※劇場版『海賊戦隊ゴーカイジャーVS宇宙刑事ギャバン THE MOVIE』にも登場
  - 風のスーパーシズカ

ツクモガミ
- ジョウガミ
- タクミガミ
  - 超巨大戦車ビオパンツァー○
- カワズガミ
- カナデガミ
- ネンドガミ / ミリア
  - 偽伊能真墨（巨大）○
- ズカンガミ
- アクタガミ
- シルベガミ
- マモリガミ
- ツクモガミ兵士　※劇場版『轟轟戦隊ボウケンジャー THE MOVIE 最強のプレシャス』に登場

### アシュ
- 怒りの鬼神ガイ
  - 偽柾木紫郎
- 大いなる獣レイ
- ヒョウガ
- オウガ
  - 偽ボウケンジャー（偽ボウケンレッド、偽ボウケンブラック、偽ボウケンブルー、偽ボウケンイエロー、偽ボウケンピンク）（召喚）▲

#### クエスター
※アシュから進化
首領★ ■
- クエスター・ガイ
- クエスター・レイ

クエスターロボ○
- 巨神ガガドム（ゴードム文明から強奪）
- 疾（ターボ）
- 将（エリート）
- 噴（ブレイズ）
- 進（ラジアル）
- 砲（キャノン）※劇場版『轟轟戦隊ボウケンジャー THE MOVIE 最強のプレシャス』に登場
- クエスタージェット・奪（オーバー）※ホムンクルスとの合体機能を持つ
- ホムンクルス

### プレシャス関連
- マッドネス・ウェザー○
- 埴輪武者モガリ
  - 巨大モガリ本体○
- 擬似生命体ヴリル
  - ヴリルブルー / 偽最上蒼太▲
  - ヴリルダイボウケン○
  - ヴリルレッド、ヴリルブラック、ヴリルイエロー、ヴリルピンク（一瞬のみ）
- 王子（ガラスの靴の怪物）
- 幻獣○
- ゴーレム○

### 遺伝子生命体
※いずれも劇場版『轟轟戦隊ボウケンジャー THE MOVIE 最強のプレシャス』に登場
- 究極生命体ハイド・ジーン / ミューズ
  - 巨大龍型宇宙船ストリングロス○
- UMA・巨大昆虫

### その他（轟轟戦隊ボウケンジャー）
※いずれもVシネマ『轟轟戦隊ボウケンジャーVSスーパー戦隊』に登場
首領
- 時の魔神クロノス
  - クロノス強化体

邪悪の巫女
- 時の巫女ツエツエ
- 時の巫女フラビージョ
- 時の巫女メーミィ

## 臨獣拳アクガタ・臨獣殿（獣拳戦隊ゲキレンジャー）
首領
- 臨獣ライオン拳・理央◆
  - 黒獅子リオ

幹部
- 臨獣カメレオン拳・メレ◆
  - メレ（獣人態）

三拳魔◆
- 臨獣ホーク拳・空の拳魔カタ（以前の首領）
  - 人間体カタ（素顔は不明・獣獣全身変での変身前）
- 臨獣ジェリー拳・海の拳魔ラゲク★ ■
  - 人間体ラゲク（素顔は不明・獣獣全身変での変身前）
- 臨獣ベアー拳・大地の拳魔マク
  - 人間体マク（素顔は不明・獣獣全身変での変身前）

リンリンシー/獣人
- 理央・メレ配下
  - 臨獣マンティス拳マキリカ
  - 臨獣バッファロー拳ギュウヤ
    - 五毒拳
    - 臨獣スネーク拳ブラコ
    - 臨獣スコーピオン拳ソリサ
    - 臨獣トード拳マガ
    - 臨獣ゲッコー拳モリヤ
    - 臨獣センチピード拳カデム

  - 臨獣パンゴリン拳ムザンコセ
  - 臨獣イール拳ナギウ
  - 臨獣トード拳エルカ
  - 臨獣ピッグ拳タブー
  - 臨獣ポーキュパイン拳マーラシヤ
  - 臨獣クロコダイル拳ニワ
  - 臨獣ヒポポタマス拳バーカー※Vシネマ『獣拳戦隊ゲキレンジャーVSボウケンジャー』に登場
  - 臨獣トータス拳メカ※『劇場版 炎神戦隊ゴーオンジャーVSゲキレンジャー』に登場
  - 臨獣ロウカスト拳ブラゼミア※CDアルバムに登場
- カタ配下
  - 飛翔拳
    - 臨獣クロウ拳ラスカ
    - 臨獣クレーン拳ルーツ

  - 臨獣オーストリッチ拳チョウダ
    - チョウダ分身
- ラゲク配下
  - 臨獣ハーミットクラブ拳ドカリヤ
  - 臨獣アーチャーフィッシュ拳ポウオーテ
  - 臨獣アングラーフィッシュ拳ムコウア / 吉良上野介（憑依）
- マク配下
  - 臨獣バブーン拳ヒヒ
    - ヒヒ強化体

  - 臨獣フォックス拳ツネキ
    - ツネキ分身

臨機兵/怒臨機兵
- 臨獣ビートル拳ブトカ
- 臨獣スタッグ拳ワガタク

戦闘員
- リンシー☆
  - 落ちこぼれリンシー（ブトカの鎧を装着）

### 幻獣拳
幻獣王
- 幻獣グリフォン拳・理央
  - 幻獣王リオ

四幻将
- 幻獣ドラゴン拳・ロン（幻獣拳の真の首領）◆
  - ロン（獣人態）★ ■（2度も獣人態のみ）
  - 無間龍○
  - 偽漢堂ジャン
  - 偽深見ゴウ
  - 偽マスター・シャーフー
  - 偽理央
  - 偽ヒソ
- 幻獣バジリスク拳・サンヨ★ ■
- 幻獣キメラ拳・スウグ★ ■
- 幻獣フェニックス拳・メレ
  - メレ（獣人態）

双幻士
- ロンの双幻士
  - 幻獣アーヴァンク拳ソジョ
  - 幻獣カプリコーン拳ドロウ
- サンヨの双幻士
  - 幻獣ケイトス拳ゴウユ
  - 幻獣ミノタウロス拳シユウ
    - シユウ分身 / 鏡の中の深見レツ、鏡の中の深見ゴウ
- スウグの双幻士
  - 幻獣ハヌマーン拳シュエン
    - シュエン分身

  - 幻獣ケルベロス拳コウ
- メレの双幻士
  - 幻獣ユニコーン拳ハク
  - 幻獣ピクシー拳ヒソ

戦闘員
- リンシー☆

### 銘功夫（メカンフー）
※いずれも劇場版『電影版 獣拳戦隊ゲキレンジャー ネイネイ!ホウホウ!香港大決戦』に登場
首領
- 銘功夫アントライオン拳ヤン
  - 機械人ヤン

幹部
- 銘功夫シーアネモネ拳ミランダ
  - 機械人ミランダ★

巨大ロボット
- 銘観音（メカンノン）○

戦闘員
- 機械人ダンサーズ

### 宇宙拳法
- パチャカマック12世※Vシネマ『獣拳戦隊ゲキレンジャーVSボウケンジャー』に登場

## 蛮機族ガイアーク（炎神戦隊ゴーオンジャー）
首領
- 害統領バッチード★『ゴーオンジャー』では最終話で名前のみ登場。劇場版『侍戦隊シンケンジャーVSゴーオンジャー 銀幕BANG!!』に登場
  - バッチード最終体
- 総裏大臣ヨゴシマクリタイン◆★

幹部
- 危官房長官チラカソーネ
- 掃治大臣キレイズキー
- 害地副大臣ヒラメキメデス■
  - デタラメデス
  - ウラメシメデス

ガイアーク三大臣
- 害地大臣ヨゴシュタイン※劇場版『海賊戦隊ゴーカイジャーVS宇宙刑事ギャバン THE MOVIE』にも登場
  - バロン・ヨゴレックス・ド・シュタイン（本名）
- 害水大臣ケガレシア / 汚石怜奈※劇場版『海賊戦隊ゴーカイジャーVS宇宙刑事ギャバン THE MOVIE』にも登場
  - ケガイエロー▲※『炎神戦隊ゴーオンジャー 10 YEARS GRANDPRIX』に登場。
- 害気大臣キタネイダス※劇場版『海賊戦隊ゴーカイジャーVS宇宙刑事ギャバン THE MOVIE』にも登場

蛮機獣
- 害気目
  - ショウキャクバンキ
  - スピーカーバンキ
  - レンズバンキ
  - アンテナバンキ
  - バキュームバンキ
  - フーセンバンキ
  - ダウジングバンキ
  - ヒーターバンキ
  - エンジンバンキ・ビークルモード
    - エンジンバンキ・ロボットモード

  - ヤタイバンキ
  - ダンベルバンキ
  - マイクバンキ※CDアルバムに登場
- 害水目
  - パイプバンキ
  - スプレーバンキ
  - ボンベバンキ
  - ヒキガネバンキ
  - カマバンキ
  - オイルバンキ
  - マンホールバンキ
  - ストローバンキ
  - シャワーバンキ
  - ビンバンキ
    - マホービンバンキ

  - ヘドロバンキ※CDアルバムに登場
- 害地目
  - スコップバンキ
  - ジシャクバンキ
    - デンジシャクバンキ

  - ボーリングバンキ
  - ハツデンバンキ
  - ハッパバンキ
  - ノコギリバンキ
    - チェーンソーバンキ

  - ボーセキバンキ
  - ハンマーバンキ
  - ドリルバンキ
- 害地水気スペシャル目
  - カガミバンキ
  - ケッテイバンキ
  - ヌンチャクバンキ★■※劇場版『炎神戦隊ゴーオンジャーVSゲキレンジャー』に登場
    - ロンバンキ（ロン＝無間龍がヌンチャクバンキの死骸に憑依）
- 古代の蛮機族ホロンデルタール○

アレルンブラ家
- 害水王子ニゴール・ゾ・アレルンブラ
- 害水機士ウズマキホーテ

その他
- ココロオトメデス※テレビマガジン応募者全員サービスDVDに登場

戦闘員
- 蛮機兵ウガッツ☆※『海賊戦隊ゴーカイジャー』第35、36話にも登場
  - ビューティーウガッツ
  - ウガッツR&L
  - ウガッツバイク※劇場版『侍戦隊シンケンジャーVSゴーオンジャー 銀幕BANG!!』に登場

### サムライワールドの勢力
首領
- 魔姫※劇場版『炎神戦隊ゴーオンジャー BUNBUN!BANBAN!劇場BANG!!』に登場
  - 魔忌○
  - 魔鬼○

幹部（魔姫勢力）
- 雷剱※劇場版『炎神戦隊ゴーオンジャー BUNBUN!BANBAN!劇場BANG!!』に登場
  - 雷剱・高速形態
- 獄丸※劇場版『炎神戦隊ゴーオンジャー BUNBUN!BANBAN!劇場BANG!!』に登場
  - 獄丸・高速形態

その他
- 雷々剱★
- 獄々丸
- 伐鬼
  - ヒラメキ伐鬼（ウラメシメデスと伐鬼が合体）

### その他（炎神戦隊ゴーオンジャー）
ジャンクワールド
- 魔女博士オーセン（お仙）

サウンドワールド
- 雑音怪物ロムビアコ

ストーミーワールド
- ワメイクル（チビ）

### エレ機族ゾンターク
首領
- 闘首ノイーズン / 野泉信一郎※『炎神戦隊ゴーオンジャー 10 YEARS GRANDPRIX』に登場。

幹部
- 副闘首グレイズキー / 暮井虎夫※『炎神戦隊ゴーオンジャー 10 YEARS GRANDPRIX』に登場。
- 野泉チルドレン（楼山早輝（ゴーオンイエロー）が変異）※『炎神戦隊ゴーオンジャー 10 YEARS GRANDPRIX』に登場。

## 外道衆（侍戦隊シンケンジャー）
首領
- 血祭ドウコク◆★■
- 血祭のブレドラン[2]  ※劇場版『天装戦隊ゴセイジャーVSシンケンジャー エピックon銀幕』に登場

幹部
- 骨のシタリ◆※『仮面ライダーディケイド』第24話にも登場※『海賊戦隊ゴーカイジャー』第40話にも登場
- 薄皮太夫 / 薄雪■
- 腑破十臓 / 人間体腑破十臓（侍風の男性）
- 筋殻アクマロ

アヤカシ
- カゲカムロ
- オオツムジ
- ロクロネリ
- ナミアヤシ
- ヤナスダレ
- ズボシメシ
- ヤミオロロ
- ヒトミダマ
- オカクラゲ
- ウシロブシ
- ナキナキテ
  - 白鬼子
  - 赤鬼子
- ハチョウチン
- ナリスマシ
  - 偽薄皮太夫
  - 偽澄子
  - 偽谷千明
  - 偽花織ことは
  - 偽シンケンレッド▲
  - 偽テンクウシンケンオー○
- マリゴモリ
- イサギツネ
- ヒャクヤッパ
- オイノガレ
- ウタカサネ
- ササマタゲ
- ウラワダチ
- コズナグモ
  - コズナグモ暴走体
- ユメバクラ
- ソギザライ
- イクサズレ
- ヨモツガリ
- オボロジメ
  - オボロジメ三の目
- ホムラコギ※劇場版『侍戦隊シンケンジャーVSゴーオンジャー銀幕BANG!!』に登場
- デメバクト※Vシネマ『帰ってきた侍戦隊シンケンジャー特別幕』に登場
- チノマナコ※『仮面ライダーディケイド』第24話に登場
  - チノマナコ・ディエンド変身態▲[3]
- アクマロ配下
  - アベコンベ
  - ドクロボウ
    - ドクロボウ分身

  - クグツカイ
  - ハッポウズ
  - フタガワラ
    - フタガワラ（本性）

  - モチベトリ
  - スナススリ
  - ツボトグロ
- ブレドラン配下※劇場版『天装戦隊ゴセイジャーVSシンケンジャー エピックon銀幕』に登場
  - マダコダマ

その他
- ススコダマ※『仮面ライダーディケイド』第24話にも登場
- 切神○
- 絶痛虫

悪の戦隊
- 外道シンケンレッド / 志葉丈瑠▲（シンケンレッド）※劇場版『天装戦隊ゴセイジャーVSシンケンジャー エピックon銀幕』に登場

戦闘員
- ナナシ連中☆ ※『仮面ライダーディケイド』第24話、第25話にも登場※『海賊戦隊ゴーカイジャー』第40話にも登場
  - 大ナナシ連中○
  - 大空ナナシ連中○
  - ナナシ鉄砲隊
  - 大ナナシ大筒隊○
  - スーパーナナシ※テレビマガジン応募者全員サービスDVDに登場
  - 強化ナナシ連中 ※劇場版『天装戦隊ゴセイジャーVSシンケンジャー エピックon銀幕』に登場
- ノサカマタ※『海賊戦隊ゴーカイジャー』第40話にも登場
  - 大ノサカマタ○
  - 強化ノサカマタ ※劇場版『天装戦隊ゴセイジャーVSシンケンジャー エピックon銀幕』に登場

### クサレ外道衆
※アゼミドロ以外いずれも劇場版『侍戦隊シンケンジャー 銀幕版 天下分け目の戦』に登場。
- 脂目マンプク
  - マンプク二の目（真の姿）

クサレアヤカシ
- アゼミドロ

戦闘員
- クサレナナシ連中
  - クサレ大ナナシ連中○
- クサレノサカマタ

## 悪しき魂（天装戦隊ゴセイジャー）

### 地球救星計画
救星主（元護星天使）
- 救星主のブラジラ / ブラジラ（変化前の人間の姿・護星天使形態）（人間時の素顔は不明）◆★

ダークヘッダー
- オルトウロスヘッダーのナモノ・ガタリ★
- ユニベロスヘッダーのバリ・ボル・ダラ★
  - バリ・ボル・ダラ（ヘッダー形態）
- ヒドラパーンヘッダーのロー・オ・ザー・リ★
  - ロー・オ・ザー・リ（ヘッダー形態）

その他のヘッダー
- グランディオンヘッダーのダーク・ゴセイナイト▲（ゴセイナイト）
  - ダーク・ゴセイナイト（ヘッダー形態）

その他
- ビービ虫※『海賊戦隊ゴーカイジャー』第40話にも登場
- キングビービ虫※Vシネマ『帰ってきた天装戦隊ゴセイジャー last epic』に登場
  - キングビービ

戦闘員
- 魔虫兵ビービ☆※『海賊戦隊ゴーカイジャー』第40話にも登場

### 宇宙虐滅軍団「ウォースター」
首領
- モンス星人 惑星のモンス・ドレイク★※劇場版『海賊戦隊ゴーカイジャーVS宇宙刑事ギャバン THE MOVIE』にも登場

最高幹部
- ドッディテケ星人 超新星のギョーテンオー※劇場版『天装戦隊ゴセイジャー エピックON THEムービー』に登場

幹部
- ズティンマ星人 流星のデレプタ★
- 彗星のブレドラン[2]★
- スアイラゴ星人 衛星のターゲイト
- デサプオダ星人 明星のデインバルト※劇場版『天装戦隊ゴセイジャー エピックON THEムービー』に登場
- 犀星のドルンパス※オリジナルアルバム『天装戦隊ゴセイジャー 天奏音楽館1』に登場

星人
- ベラスカ星人 塊のミゾーグ
- グバイデレ星人 UFOのザルワック※なりきりムービーにも登場
  - UFOのザルワックUFO形態
- ガリュース星人 氷雪のユウゼイクス
- トッケリック星人 ミューズィックのマズアータ
- バグンテス星人 流感のウチュセルゾー
- イラブンゴラ星人 韋駄天のヒドウ
- ズテラメドロプ星人 研究のアバウタ
- トツネホ星人 出鱈目のファンダホー
- ブスワ星人 女王蜂のイリアン
- ルビーウ星人 5000℃のクラスニーゴ
- ダイケシ星人 電撃のヨークババンガー
- ホグンロ星人 変わり種のパワードダーク

### 地球犠獄集団「幽魔獣」
首領
- ブロブの膜イン
- ビッグフットの筋グゴン※劇場版『海賊戦隊ゴーカイジャーVS宇宙刑事ギャバン THE MOVIE』にも登場

幹部
- チュパカブラの武レドラン[2]★

幽魔獣
- ツチノコのト稀ヅ
  - ト稀ヅ戦車形態
- ミイラのゼイ腐
- 河童のギエム郎
- ケサランパサランのペサラン挫
  - ペサラン挫・毛玉形態
- グレムリンのワライコ僧
- ネッシーのウオボ渦
- スカイフィッシュのザイ粉
- ブロッケン妖怪のセマッタ霊
  - 幻幽魔獣軍団[4]
- 妖精のサラワレテ居
  - 偽モネの母親
  - 偽データスハイパー○
  - 巨大ビービ○
- 天狗のヒッ斗
- 人魚のジョ言
- 遮光器土偶のピカリ眼
- 獏のエルムガイ夢
  - 獏のエルムガイ夢(強化)
- ポルターガイストのビートゥース※オリジナルアルバム『天装戦隊ゴセイジャー 天奏音楽館3 ミラクル&ワンダーエピック』に登場

### 機械禦鏖帝国「マトリンティス」
皇帝
- 最上級マトロイド・10サイのロボゴーグ※劇場版『海賊戦隊ゴーカイジャーVS宇宙刑事ギャバン THE MOVIE』にも登場

幹部
- 指令完遂エージェントタイプマトロイド・エージェントのメタルA※『海賊戦隊ゴーカイジャー』第40話にも登場
- 記憶情報被消去肉体強化改造サイボーグタイプマトロイド・サイボーグのブレドRUN[2]★

マトロイド
- 完全防御型シールドタイプマトロイド・シールドのザンKT
  - 完全攻撃型シュートタイプマトロイド・シュートのザンKT2
  - 完全攻防一体式汎用量産型ショートタイプマトロイド・ショートのザンKT3[5]）
- 超音速飛行型マッハタイプマトロイド・マッハのズテルS
- 運動量数値化型スキャンタイプマトロイド・スキャンのバザルソLJ
- 生命兆候値測定型バイタルサインタイプマトロイド・バイタルのアドボルテG
  - アドボルテG（着ぐるみ姿）
- 時間限定逆回転機能タイマータイプマトロイド・タイマーのバクトフージER
- 感情採取及分析機能型ニュートラルタイプマトロイド・ニュートラルのアインI（コロ）
  - アインI（バトルモード）
- 護星天使情報応用最新型イミテイションタイプマトロイド・イミテイションのサロゲDT

その他
- ビービネイル

## 宇宙帝国ザンギャック（海賊戦隊ゴーカイジャー）
皇帝
- 皇帝アクドス・ギル◆ ★

幹部
- 大科学者ザイエン
- 新司令官バッカス・ギル※劇場版『特命戦隊ゴーバスターズVS海賊戦隊ゴーカイジャー THE MOVIE』に登場

第二次地球侵略艦隊
- 司令官ワルズ・ギル★
- 参謀長ダマラス■
- 開発技官インサーン■
- 特務士官バリゾーグ / シド・バミック
  - カリゾーグ※オリジナルDVD『海賊戦隊ゴーカイジャー キンキンに!ド派手に行くぜ!36段ゴーカイチェンジ!!』に登場
    - ニャリゾーグ※オリジナルDVD『海賊戦隊ゴーカイジャー キンキンに!ド派手に行くぜ!36段ゴーカイチェンジ!!』に登場
    - スゴゾーグ※オリジナルDVD『海賊戦隊ゴーカイジャー キンキンに!ド派手に行くぜ!36段ゴーカイチェンジ!!』に登場

皇帝親衛隊
- 親衛隊長デラツエイガー★
- 親衛隊員ダイランドー ◆■
- 親衛隊員ザツリグ★

行動隊長
- シカバネン★
- ボンガン
- サラマンダム★
- ゾドマス★
- ブラムド★
- ナノナノダ★
- パチャカマック13世
- スニークブラザース
  - エルダー■※劇場版『海賊戦隊ゴーカイジャーVS宇宙刑事ギャバン THE MOVIE』にも登場
  - ヤンガー■
  - シスター※劇場版『海賊戦隊ゴーカイジャーVS宇宙刑事ギャバン THE MOVIE』に登場
- バウザー★
- ヨクバリード★
- ザッガイ
- ジェラシット※劇場版『海賊戦隊ゴーカイジャーVS宇宙刑事ギャバン THE MOVIE』にも登場
- アルマドン★
- オソガイン
- ウオーリアン★
- スターグル■
- センデン
- サンダールJr.
- サタラクラJr.
  - 偽アカレンジャー▲
- レガエル
- ダイヤール★
- シールドン★
- ザキュラ
- ヴァンナイン★
- ビバブー
- ジュジュ
- ワレドナイヤー※劇場版『特命戦隊ゴーバスターズVS海賊戦隊ゴーカイジャー THE MOVIE』に登場
- ムチャブリン※オリジナルアルバム『海賊戦隊ゴーカイジャー オリジナルアルバム お宝サウンドボックス1』に登場
- ジェラタロウ※Vシネクスト『ルパンレンジャーVSパトレンジャーVSキュウレンジャー』に登場

決戦機○
- グレートワルズ
- グレートインサーン

戦闘員
- 兵隊ゴーミン ★
- 下士官スゴーミン★
  - スゴーミン 雷撃艇形態
  - スゴーミン バイク形態
- 親衛隊ドゴーミン★ ■

他の戦闘員
- 下忍マゲラッパ

協力者
- 賞金稼ぎキアイドー★

### 魔空都市
※いずれも劇場版『海賊戦隊ゴーカイジャーVS宇宙刑事ギャバン THE MOVIE』に登場
- 魔空監獄獄長アシュラーダ / 宇宙警察総裁ウィーバル（偽物）
- ギャバンブートレグ（宇宙刑事ギャバンの偽物ロボット）

魔空都市の幻影怪人
- 惑星のモンス・ドレイク
- ビッグフットの筋グゴン
- 10サイのロボゴーグ

### 宇宙海賊（海賊戦隊ゴーカイジャー）
※劇場版『海賊戦隊ゴーカイジャーVS宇宙刑事ギャバン THE MOVIE』にも登場
船長
- バスコ・タ・ジョロキア
  - バスコ完全体

宇宙猿
- サリー

巨大戦闘擬似生命体（ロイド）○
- リキッドロイド・ワテル
- ムーンロイド・ツッキー
- ファイヤーロイド・メラン
- ウッドロイド・モリリン
- ソイルロイド・ドロリン
- サンロイド・ソーラー
- ゴールドロイド・ゲロンパ

レンジャーキーから召喚した戦士▲
- 追加戦士15人
- 番外戦士10人
- ゴーカイジャー6人

### 黒十字軍
※いずれも劇場版『ゴーカイジャー ゴセイジャー スーパー戦隊199ヒーロー大決戦』に登場
首領
- 黒十字王★
  - 黒十字城○

復活幹部
- 黒十字の救星主ブラジラ
- 黒十字の冥府神ダゴン
- 黒十字の総裏大臣ヨゴシマクリタイン

巨大戦で復活した怪人○
- 彗星のブレドラン
- チュパカブラの武レドラン
- サイボーグのブレドRUN
- 血祭のブレドラン
- 冥府神イフリート
- 冥府神サイクロプス
- 掃治大臣キレイズキー
- 危官房長官チラカソーネ

その他
- ビービ虫

戦闘員
- 魔虫兵ビービ
- 冥府兵ゾビル
- 蛮機兵ウガッツ

### 幽霊船の一団
※いずれも劇場版『海賊戦隊ゴーカイジャー THE MOVIE 空飛ぶ幽霊船』に登場
船長
- 幽霊船長ロスダーク

巨大ロボット○
- 偽ゴーカイオー

幽霊怪人
- 歴代戦闘員軍団
  - 合体戦闘員
- 野球仮面
- レイン星人エージェント・アブレラ
- アーナロイド
- バーツロイド
- イーガロイド

お宝の番人
- ガツン
- ベロン
- パチン

### バクート海賊団
※いずれも『テン・ゴーカイジャー』に登場
幹部
- バッドリー / 服部博人
- レム / 綾小路鳳佳
- アグダロス / 堀内礼図

### その他の敵対勢力
ジャリュウ一族
- 創造王リュウオーン（プレシャス「黄泉の心臓」による復活体）

蛮機族ガイアーク
- 害統領（二代目）ババッチード
- 保蛮官チラカシズキー★

外道衆
- 強化ナナシ連中
- 強化ノサカマタ

機械禦鏖帝国マトリンティス
- 試作型マトロイド・ショットのザンKT0

## ヴァグラス（特命戦隊ゴーバスターズ）
※[]内の数字はメサイアカードの番号。
首領
- メサイア
  - メサイアセル
  - メサイア・リブート○

アバター
- エンター◆
  - エンター・ユナイト[04][07]◆
  - ダークバスター[13]◆▲
  - 偽ビートバスター▲※テレビマガジン付録DVDに登場
- エスケイプ
  - エスケイプ・エボルブ
  - エスケイプ・エボルブ有機物融合態（花融合態・獣融合態）
    - エスケイプζ○

メタロイド
- ショベルロイド
- バーナーロイド
- ニードロイド
- カッターロイド
- タイヤロイド
- スプレーロイド
- デンシャロイド
- ドリルロイド
- ダンガンロイド
- ファンロイド
- コピーロイド
- チューバロイド
- チューバロイド2
- ソウジキロイド
- パラボラロイド
- フォークロイド
- ドリルロイド2
- スパナロイド
- フィルムロイド
- ダンベルロイド
- キーロイド
- ジシャクロイド
- ワタアメロイド
- ロウソクロイド
- ケシゴムロイド
- ムシカゴロイド
- スプレーロイド2
- ダンガンロイド2
- スナドケイロイド[01]
- パペットロイド[08]
- ブルドーザーロイド[05]■
- ティアラロイド[02]
- ドームロイド[11]○
- カラテロイド[03]■
- パラボラロイド2
  - パラボラロイド2（メサイアロイド）[07]■
- ルーペロイド[10]
- デンシャロイド2
- ケンタテロイド（ケンロイド[09]+タテロイド[12]）■
- オモチロイド
- クワガタロイド
- スチームロイド※劇場版『特命戦隊ゴーバスターズ THE MOVIE 東京エネタワーを守れ!』に登場
- ジャンクロイド※テレビマガジン付録DVDに登場
- CDロイド※オリジナルアルバム『特命戦隊ゴーバスターズオリジナルサウンドトラックサウンドミッション1』に登場

素体メガゾード○
- メガゾードα
- メガゾードβ
- メガゾードγ
- メガゾードδ
  - メガゾードζ[06][09][12]
- メガゾードε※劇場版『特命戦隊ゴーバスターズ THE MOVIE 東京エネタワーを守れ!』に登場し、テレビシリーズで再登場
- メガゾードω◆※劇場版『特命戦隊ゴーバスターズVS海賊戦隊ゴーカイジャー THE MOVIE』に登場し、テレビシリーズで再登場

メガゾード○
- α素体
  - バーナーゾード
  - タイヤゾード
  - デンシャゾード
  - ドリルゾード
  - コピーゾード
    - 偽ゴーバスターエース

  - チューバゾード
  - パラボラゾード
  - ドリルゾード2
  - キーゾード
  - ロウソクゾード
  - スプレーゾード2
  - スナドケイゾード
  - ドームゾードα
  - ルーペゾード
  - デンシャゾード2
    - メガゾードロイド[06]
      - メガゾードロイド列車形態

  - オモチゾード
- β素体
  - ショベルゾード
  - ニードルゾード
  - スプレーゾード
  - ファンゾード
  - チューバゾード2
  - フォークゾード
  - フィルムゾード
  - ダンベルゾード
  - ワタアメゾード
  - ムシカゴゾード
  - ティアラゾード
  - ドームゾードβ
  - カラテゾード
  - クワガタゾード
- γ素体
  - カッターゾード
  - ダンガンゾード
  - ソウジキゾード
  - スパナゾード
  - ジシャクゾード
  - ケシゴムゾード
  - ダンガンゾード2
  - パペットゾード
  - ドームゾードγ
  - パラボラゾード2
  - ケンゾード
- δ素体
  - ブルドーザーゾード
  - ドームゾードδ
  - タテゾード

その他
- 機械人間
- 創造する者たち

戦闘員
- バグラー
  - 偽ゴーバスターズ（偽レッドバスター、偽ブルーバスター、偽イエローバスター）▲
- バグゾード○

### 宇宙犯罪組織マクーの残党
ダブルモンスター
- ライノダブラー■

戦闘員
- マクーモンスター

### キカイ帝国メカリアス
※いずれもVシネマ『帰ってきた特命戦隊ゴーバスターズVS動物戦隊ゴーバスターズ』に登場
首領
- キカイ女帝トランジー・スター

メカローダー
- ショベルローダー
- ファンローダー
- スチームローダー
- メンテローダー
- ワタアメローダー
- カッターローダー○

戦闘員
- メカリスト

### その他（特命戦隊ゴーバスターズ）
- 大魔王アザゼル※Vシネマ『帰ってきた特命戦隊ゴーバスターズVS動物戦隊ゴーバスターズ』に登場

## デーボス軍（獣電戦隊キョウリュウジャー）
首領
- 暗黒種デーボス
  - 氷結城○
  - クローンデーボス○
  - デーボスカオス（百面神官カオスと合体）
  - 蝶絶神デーボス◆

神官
- 百面神官カオス◆
- 魔剣神官マッドトリン
- 千面神官ガオス※Vシネマ『帰ってきた獣電戦隊キョウリュウジャー 100 YEARS AFTER』に登場

戦騎
- 喜びの戦騎キャンデリラ / 桃園喜美子◆
  - 賢神キャンデリラ※Vシネマ『帰ってきた獣電戦隊キョウリュウジャー 100 YEARS AFTER』に登場
- 怒りの戦騎ドゴルド
  - 空蝉丸（ドゴルドの鎧の装着者）▲（キョウリュウゴールド）
  - カンブリ魔（ドゴルドの鎧の装着者）
  - エンドルフ（ドゴルドの鎧の装着者）
- 哀しみの戦騎アイガロン
- 怨みの戦騎エンドルフ
- 新喜びの戦騎キルボレロ◆
  - 黒マントの男
- 新哀しみの戦騎アイスロンド
  - 白マントの男
- 獰猛の戦騎D※『劇場版 獣電戦隊キョウリュウジャー ガブリンチョ・オブ・ミュージック』に登場し、テレビシリーズで再登場
  - デスリュウジャー▲
- 卑屈の戦騎スネルド※Vシネマ『帰ってきた獣電戦隊キョウリュウジャー 100 YEARS AFTER』に登場
- 嫉妬の戦騎ホシイガロン※Vシネマ『帰ってきた獣電戦隊キョウリュウジャー 100 YEARS AFTER』に登場
- 後悔の戦騎アースレバン※Vシネマ『帰ってきた獣電戦隊キョウリュウジャー 100 YEARS AFTER』に登場

密偵
- 楽しみの密偵ラッキューロ / 桃園喜美子の母◆
  - 賢神見習いラッキューロ※Vシネマ『帰ってきた獣電戦隊キョウリュウジャー 100 YEARS AFTER』に登場

デーボモンスター
- カオス配下
  - デーボ・キビシーデス
  - デーボ・タイリョーン
- キャンデリラ配下
  - デーボ・バティシエ
    - デーボ・バティシエ虫歯凶暴態

  - デーボ・イーユダン（※イラストのみ登場）
  - デーボ・ホネヌッキー
  - デーボ・ザイホーン
  - デーボ・タナバンタ
  - デーボ・バーカンス
  - デーボ・カントック
  - デーボ・ブレイブスキー※ネットムービー『幻のブレイブ33.5』に登場
- ドゴルド配下
  - デーボ・ローヤローヤ
  - デーボ・ヤキゴンテ
  - デーボ・タンゴセック
  - デーボ・スポコーン
- アイガロン配下
  - デーボ・ペシャンゴ
  - デーボ・ドロンボス
  - デーボ・ココドーコ
    - 偽ラッキューロ（召喚）
    - 偽キョウリュウジャー（偽キョウリュウレッド、 偽キョウリュウブラック、 偽キョウリュウブルー、 偽キョウリュウグリーン、 偽キョウリュウピンク）（召喚）▲

  - デーボ・ジャキリーン
  - デーボ・キャワイーン
    - バッドキャワイーン

  - デーボ・アキダモンネ
- ラッキューロ配下
  - デーボ・アックムーン
  - デーボ・ザイホドローン
- エンドルフ配下
  - デーボ・シノビンバ
  - デーボ・カリュードス
  - デーボ・ヤナサンタ五兄弟
- ゼツメイツ
  - デーボ・ヒョーガッキ
  - デーボ・ウイルスン
    - デーボ・コンピューターウイルスン

  - デーボ・ナガレボーシ
- 攻撃団・四季※Vシネマ『帰ってきた獣電戦隊キョウリュウジャー 100 YEARS AFTER』に登場
  - デーボ・ハルダモンネ
  - デーボ・ナツダモンネ
  - デーボ・アキダモンネ
  - デーボ・フユダモンネ

キョウリュウジャーの協力者（元神官）
- 魔剣神官トリン

ディノガールズ
※いずれも劇場版『劇場版 獣電戦隊キョウリュウジャー ガブリンチョ・オブ・ミュージック』に登場
- レムネア
- アーシー

その他の巨大勢力
- 巨大偽ドゴルド○
- 大地の魔神ガドマ○

百面神官カオス直属守護騎士（上級戦闘員）
- カンブリ魔

戦闘員
- ゾーリ魔
  - 巨大ゾーリ魔○
  - ビューティフルゾリー魔ー

キョウリュウジャーの協力者
- 桐生ダンテツ（キョウリュウシルバー）△（デーボスを倒す作戦で一時的にデーボス軍の仲間のふりをする）

### 闇の連合軍
※いずれも劇場版『獣電戦隊キョウリュウジャーVSゴーバスターズ 恐竜大決戦! さらば永遠の友よ』に登場。
- 宇宙大恐竜ボルドス○
- ネオグリフォーザー
- ネオガイルトン
  - ネオメサイア

### デビウス軍団
※いずれも劇場版『烈車戦隊トッキュウジャーVSキョウリュウジャー THE MOVIE』に登場。
首領
- 創造主デビウス

神官
- 紅蓮神官サラマズ
  - サラマズ究極態（大量の闇とクローズを取り込んだ姿）○

### 人工ロボット
- G-BO（Generation-roBOt）

### ネオデーボス軍
※『獣電戦隊キョウリュウジャーブレイブ』に登場
首領
- 総裁デイザルス

幹部
- 雷の魔王ライメイン
- 炎の魔王ホムラス
- 水の魔王ウェイハブ
- 氷の魔王ツライラ
- 風の魔王アラッシュ
- 土の魔王ジナリック

巨大ロボット○
- ボージン魔

## シャドーライン（烈車戦隊トッキュウジャー）
皇帝
- 闇の皇帝ゼット◆▲（トッキュウ6号）
  - ゼット（怪人態）
  - ゼット・真（完全体）◆

要塞○
- キャッスルターミナル
  - 闇の巨獣◆

幹部
- ネロ男爵◆
  - 霧隠ネロ才蔵※劇場版『手裏剣戦隊ニンニンジャーVSトッキュウジャー THE MOVIE 忍者・イン・ワンダーランド』に登場
- ノア夫人
  - 望月ノア千代女※劇場版『手裏剣戦隊ニンニンジャーVSトッキュウジャー THE MOVIE 忍者・イン・ワンダーランド』に登場
- シュバルツ将軍※『平成ライダー対昭和ライダー 仮面ライダー大戦 feat.スーパー戦隊』にも登場
  - 石川シュバルツ五右衛門※劇場版『手裏剣戦隊ニンニンジャーVSトッキュウジャー THE MOVIE 忍者・イン・ワンダーランド』に登場
- グリッタ嬢◆
  - 女帝グリッタ（闇の皇帝ゼットを一時的に吸収した姿）
- モルク侯爵◆
- ナイル伯爵※劇場版『烈車戦隊トッキュウジャー THE MOVIE ギャラクシーラインSOS』に登場
  - 巨大ナイルハウンダー（ハウンドシャドーと合体）○
- ヘイ大公※Vシネマ『行って帰ってきた烈車戦隊トッキュウジャー 夢の超トッキュウ7号』に登場
- 闇博士マーブロ※劇場版『手裏剣戦隊ニンニンジャーVSトッキュウジャー THE MOVIE 忍者・イン・ワンダーランド』に登場
  - マーブロ（怪人態）

シャドー怪人
- ゼット配下
  - ランプシャドー
  - リングシャドー
  - ピンスポシャドー
  - クロックシャドー※劇場版『烈車戦隊トッキュウジャーVSキョウリュウジャー THE MOVIE』に登場
- ネロ男爵配下
  - サーベルシャドー
  - バケツシャドー
  - バクダンシャドー
    - バクダンシャドー（ミニバクダン態）

  - マリオネットシャドー
  - ルーペシャドー
  - コインシャドー /  印西輝男
  - ボトルシャドー
  - ダイニングセットブラザーズ
    - テーブルシャドー
    - チェアシャドー三兄弟
- ノア夫人配下
  - バッグシャドー
  - チェーンシャドー
  - ハンコシャドー
  - タイプシャドー
  - ソウジキシャドー
  - ウィッグシャドー
  - チュウシャキシャドー /  偽春日太平
  - ビリヤードシャドー
  - マンネンヒツシャドー
  - フィルムシャドー
  - ボセキシャドー
- グリッタ嬢配下
  - ストーブシャドー
  - ハンマーシャドー
  - フェンスシャドー
  - ジャックインザボックスシャドー
  - シャボンシャドー
- モルク侯爵配下
  - ドールハウスシャドー
- ナイル伯爵配下※劇場版『烈車戦隊トッキュウジャー THE MOVIE ギャラクシーラインSOS』に登場
  - ハウンドシャドー
- ヘイ大公配下
  - タンクトップシャドー※Vシネマ『行って帰ってきた烈車戦隊トッキュウジャー 夢の超トッキュウ7号』に登場
    - タンクトップシャドー黒タンクトップ形態

管理人
- モルク侯爵配下
  - ルーク
  - ビショップ
  - ナイト

闇の烈車
- クライナー
  - クライナーロボ ○
    - 超クライナーロボ ○
      - 超超クライナーロボ ○※劇場版『手裏剣戦隊ニンニンジャーVSトッキュウジャー THE MOVIE 忍者・イン・ワンダーランド』に登場
- シュバルツ専用クライナー
  - シュバルツ専用クライナーロボ ○
- 皇帝専用クライナー
  - 皇帝専用クライナーロボ ○
- モルク専用クライナーロボ ○
- ナイル専用クライナー※劇場版『烈車戦隊トッキュウジャー THE MOVIE ギャラクシーラインSOS』に登場

トッキュウジャーの協力者
- ザラム / 虹野明▲（トッキュウ6号）

巨大シャドー怪人
- 城の番人ポーン ○

闇クローン戦士
- 闇アカニンジャー（伊賀崎天晴から分離）▲※劇場版『手裏剣戦隊ニンニンジャーVSトッキュウジャー THE MOVIE 忍者・イン・ワンダーランド』に登場

戦闘員
- クローズ

## 牙鬼軍団（手裏剣戦隊ニンニンジャー）
首領
- 牙鬼幻月◆

牙鬼一族
- 十六夜九衛門 / 人間体十六夜九衛門（少年）◆
  - 牙鬼久右衛門新月◆
  - 久右衛門究極体◆
- 有明の方 / 人間体有明の方
- 牙鬼萬月

幹部
- 蛾眉雷蔵
  - 蛾眉雷蔵（復活形態）
- 晦正影
  - 晦正影（本体）
  - 晦正影（カラクリボディ）
- 弓張重三※劇場版『手裏剣戦隊ニンニンジャー THE MOVIE 恐竜殿さまアッパレ忍法帖!』に登場

妖怪
- カマイタチ
- カッパ
- カシャ
- ツチグモ
- ウンガイキョウ
- テング
- ネコマタ
- オオグモ（シルエットのみの怪人）
- イッタンモメン
- ダイダラボッチ
- エンラエンラ
- ヤマワラワ
- ヤマビコ
  - 偽伊賀崎天晴（フダガエシによる再生怪人のみ）
  - 偽アカニンジャー（フダガエシによる再生怪人のみ）▲
- フタクチオンナ
- カサバケ
- ウミボウズ
- オトロシ
- バク
- ヌリカベ
- ユキオンナ
- マタネコ / 偽伊賀崎好天
- モクモクレン
- アミキリ
- フダガエシ
- ワニュウドウ※劇場版『手裏剣戦隊ニンニンジャーVSトッキュウジャー THE MOVIE 忍者・イン・ワンダーランド』に登場
  - 妖怪烈車 ○
- ブルブル（ショッカーブルブル/スパイダー型ロイミュード089） / （擬態）ディー（D）博士※『手裏剣戦隊ニンニンジャーVS仮面ライダードライブ 春休み合体1時間スペシャル』に登場

上級妖怪
- ヌエ
- コナキジジイ
- オオムカデ
- オボログルマ（ガシャドクロが合体） ○
- オボログルマ マークII（ガシャドクロが合体）  ○
- ビンボウガミ / サンタクロース

超上級妖怪
- シュテンドウジ

西洋妖怪（西洋三大妖怪）
- フランケン
- ドラキュラ / 偽ジェームス・サトウ
- オオカミオトコ

十六夜流忍者（牙鬼流忍者）/御庭番五人衆
- ハヤブサ
- イッカクサイ
- クロアリ / 伊勢喜六（憑依）
- ムジナ
  - 偽モモニンジャー▲
- スズメバチ

巨大妖怪○
- ガシャドクロ

巨大ロボット（オトモ忍）○
- カラクリキュウビ
- アカイキュウビ

妖怪（偽物）
- オオカミオトコ / キンジ・タキガワ▲
- メガネコマタ / 伊賀崎旋風▲

戦闘員
- ヒトカラゲ
- ジュッカラゲ
- ヒャッカラゲ
- センカラゲ○
- スッパラゲ

### RPG「ラストニンジャへの道」
- 大魔王スッパラゴン
- さまようスッパラゲ / シノビーランドの王子
- おばけジュッカラゲ
- ワイルドジュッカラゲ

## 宇宙の無法者デスガリアン（動物戦隊ジュウオウジャー）
オーナー
- ジニス◆
  - シン・ジニス◆

秘書
- ナリア◆

チームリーダー
- アザルド
  - アザルド・レガシー
- クバル
- ジャグド

巨獣ハンター
- バングレイ

プレイヤー
- ナリア配下
  - マントール
- チームアザルド
  - バルバゴイ
  - ボウガンス
  - ガブリオ
  - ヤバイカー
  - ノボリゾン
  - ボウリンゲン
  - プリズナブル
  - クルーザ
  - スモートロン
  - サンババ
  - サグイルブラザーズ
  - キルメンチ
  - ガッカリゼ
- チームクバル
  - アミガルド
  - ハナヤイダー
  - ハッテナー（ダミーバイオボディ）
    - ハッテナー（本体・帽子）

  - トランパス
  - イルジオン
  - ジャシンガー
  - オモテウリャー
  - シェフードン
- チームジャグド
  - ドロボーズ
  - ハンタジイ

ジニスのロボット
- ギフト
- ギフトカスタム○
- 量産型ギフト

バングレイのコピー
- 偽セラ▲（偽ジュウオウシャーク）
  - 偽セラ（ジューマン態）
- 偽タスク▲（偽ジュウオウエレファント）
  - 偽タスク（ジューマン態）
- 偽ジュウオウイーグル▲
- 偽ジュウオウゴリラ▲
- 偽ジュウオウシャーク▲
- 偽ジュウオウライオン▲
- 偽ジュウオウエレファント▲
- 偽ジュウオウタイガー▲
- 偽ジュウオウザワールド▲
- 血祭ドウコク
- 救星主のブラジラ
- エンター・ユナイト
- エスケイプ・エボルブ
- 蝶絶神デーボス
- 闇の皇帝ゼット・真
- ゴクドス・ギル○

クバルのコピー
- 偽門藤操▲（偽ジュウオウザワールド）
- 偽ジニス
- 偽アザルド

戦闘員
- メーバ
  - アムメーバ（アム（ジュウオウタイガー）がメーバと融合）▲

その他（ハナヤイダーの宇宙植物）
- 食肉植物カニバリブリボ○

協力者△
- 門藤操（ジュウオウザワールド）
  - エクストラプレイヤーのザワールド（洗脳された操）

### 宇宙サーカス団
※『劇場版 動物戦隊ジュウオウジャー ドキドキサーカスパニック!』に登場
- ドミドル
  - ドミドル（怪人態）
  - ドミドル完全態○

### ヒーロー始末人
※『劇場版 動物戦隊ジュウオウジャーVSニンニンジャー 未来からのメッセージ from スーパー戦隊』に登場
- ルンルン
  - ギルマーダ○

### 宇宙マフィア
※『帰ってきた動物戦隊ジュウオウジャー お命頂戴!地球王者決定戦』に登場
- ポカネ・ダニーロ / 人間体ポカネ・ダニーロ

## 宇宙幕府ジャークマター（宇宙戦隊キュウレンジャー）
ショーグン
- ドン・アルマゲ◆
  - ホシ★ミナト（アルマゲが複数存在し、その1個体が憑依）
  - ドン・アスラン / アスラン王（アルマゲが複数存在し、1個体が憑依）
  - ドン・アルマゲ（クエルボ） / クエルボ（アルマゲの憑依元）
  - ドン・アルマゲ（鳳ツルギ） / 鳳ツルギ▲（アルマゲのクエルボに変わる新たな憑依元）
  - ドン・アルマゲ（最終形態）◆
  - ドン・アルカゲ※劇場版『ルパンレンジャーVSパトレンジャーVSキュウレンジャー』に登場

フクショーグン
- テッチュウ
- アキャンバー / 女性マネージャー
- ククルーガ

改造フクショーグン
- アキャチューガ

カロー
- エリードロン
- スコルピオ / 人間体スコルピオ（スティンガーの兄の青年）
- マゲラー
- ウンジェット
- ジューモッツ
- デスゴン
- メカマーダッコ（刺客から昇格）
- グローブン
- サザンキング
- ザンダバルド※Vシネマ『宇宙戦隊キュウレンジャー Episode of スティンガー』に登場

刺客
- イカーゲン
- マーダッコ

フクショーグン直属ダイカーン
- ギャブラー
- ドーギュン

ダイカーン
- ガメッツイ
- ユメパックン
- デンビル
- トゥーミー
- モズマ
- ユーテルジャン
- ゴネーシ
- シャイドス
- オメーガ
- マナビル
- ミカ・レーツ※Vシネマ『宇宙戦隊キュウレンジャー Episode of スティンガー』に登場
  - ミカ・レーツ（怪人態）

ダイカーン（Mツヨインダベー）
- モーレツヨインダベー
- マモリツヨインダベー
- メガツヨインダベー
- メシウバインダベー
- メッチャツヨインダベー
- ムッチャツヨインダベー
- モンドムヨインダベー
- メディアツヨインダベー
- ミクロツヨインダベー
  - 偽ダークナーガ（偽ヘビツカイメタル）▲○

巨大ロボット○
- モライマーズロボ

戦闘員
- インダベー
  - インダ
    - ジャーク戦隊ゴインダベー（ダベレッド・ダベブルー・ダベブラック・ダベイエロー・ダベコマンダー）▲
- ツヨインダベー
- セイトカイチョウインダベー※WEBムービー『from Episode of スティンガー 宇宙戦隊キュウレンジャー ハイスクールウォーズ』に登場
- コウチョウインダベー※WEBムービー『from Episode of スティンガー 宇宙戦隊キュウレンジャー ハイスクールウォーズ』に登場
- キョウトウインダベー※WEBムービー『from Episode of スティンガー 宇宙戦隊キュウレンジャー ハイスクールウォーズ』に登場
- リジチョウインダベー※WEBムービー『from Episode of スティンガー 宇宙戦隊キュウレンジャー ハイスクールウォーズ』に登場

デスワーム
- デスワーム
  - メタルデスワーム
    - ボスワーム

その他
- 液状生命体マトリック
- 牛型汎用破壊兵器ゼロ号
- アントン博士
  - アントン博士（悪の人格）
    - アントンゼロ（ゼロ号とアントンの融合）
- 砂人形（偽アスラン王）

- ナーガ・レイ（ヘビツカイシルバー / 正義のヘビツカイメタル）
  - ダークナーガ（悪のへビツカイメタル）

### ジャークマター独立部隊
※劇場版『宇宙戦隊キュウレンジャー THE MOVIE ゲース・インダベーの逆襲』に登場
- ゲース・インダベー / ホイ・コウロー
- オーモ・インダベー
- カール・インダベー

巨大兵器
- ゲース・スター○

## 異世界犯罪者集団ギャングラー（快盗戦隊ルパンレンジャーVS警察戦隊パトレンジャー）
首領
- ドグラニオ・ヤーブン◆

幹部
- デストラ・マッジョ
- ゴーシュ・ル・メドゥ

協力者
- ザミーゴ・デルマ / 人間体ザミーゴ・デルマ（カウボーイ風の青年）
- ライモン・ガオルファング

ギャングラー怪人
- ルレッタ・ゲロウ / カジノオーナー
- ガラット・ナーゴ / コートの男
- ナメーロ・バッチョ
- ラブルム・ジョウズ / 販売員
- ブンドルト・ペギー / 眼鏡の男
- メルグ・アリータ
- ブレッツ・アレニシカ / 清掃業者
- ピッチ・コック / カメラマン
- ジェンコ・コパミーノ
- ナイーヨ・カパジャー
- アニダラ・マキシモフ
- オドード・マキシモフ / セーターを着た男性
- トゲーノ・エイブス
- マンタ・バヤーシ
  - 宵町透真（マンタ・バヤーシ憑依）▲（ルパンブルー）
- ネロー・キルナー
- スダル・ウルキュー / 若者
- ザルダン・ホウ
- ガバット・カババッチ
- デメラン・ヤトミス
- ウシバロック・ザ・ブロウ / いかつい男
- ギーウィ・ニューズィー / 男性
- グリスト・ロイド / オークショニア
- ピョードル / 小紫庄右衛門
- リューグ・タマテバッコ
- カンクス・ブチルメルカプタン
- ヨシー・ウラザー
- エンビィ・チルダ
- ケルベーロ・ガンガン
- ドリューン・サンブ
- ペッカー・ツエッペリン / 男性
- ヤドガー・ゴーホム
- ジャネーク・ソーサー
- イセロブ・スターフライド / ハンチングの男
- ジュゴーン・マナッティ
- トカゲイル・ナクシャーク / 男性
- ナリズマ・シボンズ / 東雲悟
- サモーン・シャケキスタンチン
- カーゼミー◆
- エルロック / エルロック・ショルメ※劇場版『快盗戦隊ルパンレンジャーVS警察戦隊パトレンジャー en film』に登場
- ウィルソン / 記者※劇場版『快盗戦隊ルパンレンジャーVS警察戦隊パトレンジャー en film』に登場
- マグーダ・ボーン※『快盗戦隊ルパンレンジャー＋警察戦隊パトレンジャー 〜究極の変合体！〜』に登場
- ゾニック・リー※『警察戦隊パトレンジャー Feat. 快盗戦隊ルパンレンジャー 〜もう一人のパトレン2号〜』に登場
- ナンバリオ・ペンギーノ※『てれびくん超（ハイパー）バトルDVD 快盗戦隊ルパンレンジャーVS警察戦隊パトレンジャー ～GIRLFRIENDS ARMY（ガールフレンズ・アーミー）～』に登場
- リルス・リピッグ※劇場版『ルパンレンジャーVSパトレンジャーVSキュウレンジャー』に登場
- ガニマ・ノシアガルダ※劇場版『騎士竜戦隊リュウソウジャーVSルパンレンジャーVSパトレンジャー』に登場

疑似生命体○
- ゴーラム
  - ゴーラム（青）
  - ゴーラム（紫）
  - ゴーラム（緑）
  - ゴーラム（黒）
  - ゴーラム（剣）
  - ゴーラム（盾）
  - 改造ゴーラム

戦闘員
- ポーダマン
  - ポーダマン（赤）○
  - 黒服の男たち
  - 改造ポーダマン
    - 改造ポーダマン（赤）

特殊個体
- 実験体
  - 実験体（黒）

## 戦闘民族ドルイドン（騎士竜戦隊リュウソウジャー）
ドルイドンの母
- エラス◆
  - エラス完全体◆

幹部
- タンクジョウ
- ワイズルー / ウィッチ（魔女仮装の女性）◆
- ガチレウス
- ウデン
- プリシャス◆
- サデン
  - サデン（偽物）（マスターブラックによる変装） （マスターブラック）▲
- ガンジョージ
  - ガンジョージII
- ヤバソード
- クレオン◆

マイナソー
- マイナソー完全体○
- ユニコーンマイナソー
- メドゥーサマイナソー
- クラーケンマイナソー
- ケルベロスマイナソー（弟）
- ケルベロスマイナソー（兄）
- コカトリスマイナソー
- ミミックマイナソー
- トロールマイナソー
- シンマイナソー
- ミイラマイナソー
- バジリスクマイナソー
- ケルピーマイナソー
- パーンマイナソー
- ゴーストシップマイナソー
- ゴーレムマイナソー
- アラクネーマイナソー
- グリモワールマイナソー
- ネクロマンサーマイナソー
- ドワーフマイナソー
- グリム・リーパーマイナソー
- ドドメキマイナソー
- ベルゼブブマイナソー
- ポルターガイストマイナソー
- デュラハンマイナソー
- フェアリーマイナソー
- ジャックオーランタンマイナソー
- シルフマイナソー
- ノームマイナソー
- カリブディスマイナソー
- ウィザードマイナソー
- サタンマイナソー
- ファントムマイナソー
- グリフォンマイナソー※『劇場版 騎士竜戦隊リュウソウジャーVSルパンレンジャーVSパトレンジャー』に登場
- マイコマイナソー / マイコ（人間の姿のままのマイナソー）※劇場版『騎士竜戦隊リュウソウジャー 特別編 メモリー・オブ・ソウルメイツ』に登場
- アクションカントクマイナソー※『魔進戦隊キラメイジャーVSリュウソウジャー』に登場
- 時代劇カントクマイナソー※『魔進戦隊キラメイジャーVSリュウソウジャー』に登場
- レディースカントクマイナソー※『魔進戦隊キラメイジャーVSリュウソウジャー』に登場
- ギャンブルカントクマイナソー※『魔進戦隊キラメイジャーVSリュウソウジャー』に登場
  - ムービーマイナソー※『魔進戦隊キラメイジャーVSリュウソウジャー』に登場

古代マイナソー○
- 始祖マイナソー※劇場版『騎士竜戦隊リュウソウジャー THE MOVIE タイムスリップ!恐竜パニック!!』に登場

宇宙凶竜
- スペースドラゴン○

その他の勢力
- ガイソーグ
  - ヴァルマ（ガイソーグの装着者）※劇場版『騎士竜戦隊リュウソウジャー THE MOVIE タイムスリップ!恐竜パニック!!』に登場
  - ナダ▲（ガイソーグの装着者）
  - マスターグリーン▲（ガイソーグの装着者）※名前のみ

戦闘員
- ドルン兵

## 闇の帝国ヨドンヘイム（魔進戦隊キラメイジャー）
皇帝
- ヨドン皇帝◆

幹部
- ガルザ
  - ロードガルザ
- クランチュラ◆
- 秘書官ヨドンナ / 巫女 / ヨドンナバースト◆
- シャドン
- ヌマージョ
- ミンジョ / 黒服の女性※劇場版『魔進戦隊キラメイジャー THE MOVIE ビー・バップ・ドリーム』に登場

邪面師
- ラグビー邪面
- マンリキ邪面
- ネアンデルタールジン邪面※名前のみ
- ジョイスティック邪面
- デジタルカメラ邪面
- フリーザー邪面
- オーブン邪面
- ヒャクニンイッシュ邪面
- ミュージック邪面
- リセットボタン邪面
- インセキ邪面
- SL邪面
- マシュマロ邪面
- モグラタタキ邪面 / 謎の男
- スミカエ邪面
- セッチャクザイ邪面
- ツリザオ邪面
- キンコ邪面
- スピーカー邪面
- バクダン邪面
  - バクダン邪面分身
- キョウリョクセッチャクザイ邪面
- マネキン邪面
- ナゾカケ邪面
- ゴルフ邪面
- ムシバ邪面
- ハリガネ邪面 / カロリーくん
  - 偽ヨドンナ
  - 偽キラメイブルー▲
- マネキネコ邪面
- ムービー邪面※『魔進戦隊キラメイジャーVSリュウソウジャー』に登場
- シュンカンセッチャクザイ邪面※『ヨドンナ3 ヨドンナのバレンタイン』に登場

邪面獣○
- ジャグチヒルドン
- ラガーリガニー
- マンリキシェルガ
- キュウセッキバスラ
- キャッチャーリガニー
- クラウドヒルドン
- レーネツダガメス
- ヘイアンキョウバスラ
- ステージシェルガ
- ハッシャボタンリガニー
- ハエジゴクシェルガ
- ディーゼルバスラ
- ワナゲヒルドン
- ハッシャリガニー
- ハンマーバスラ
- ジュウタクローンダガメス
- セッチャクザイシェルガ
- モーターボートバスラ
- キンカイリガニー
- ジュークボックスヒルドン
- キョウリョクセッチャクザイシェルガ
- プロジェクターゴモリュウ
- トルソーヒルドン
- ピンチインアウトダガメス
- タンクリガニー
- センゴクバスラ
- シールドシェルガ
- カートヒルドン
- ターンテーブルゴモリュウ
- キババスラ
- ジイシキシェルガ
- ネコカンリガニー
- レムードン※劇場版『魔進戦隊キラメイジャー THE MOVIE ビー・バップ・ドリーム』に登場
  - ミンジョレムードン（ミンジョと合体した姿）※劇場版『魔進戦隊キラメイジャー THE MOVIE ビー・バップ・ドリーム』に登場

戦闘員
- ベチャット
  - シビレベチャット
  - ハイパーベチャット
  - エンペラーガードベチャット◆

その他（モンストーン関連）
- モンストーン
  - 巨大モンストーン○
  - 邪悪モンストーン○

その他（ヨドンヘイムの住人）
- ヘルン※『ヨドンナ』『ヨドンナ2』『ヨドンナ3 ヨドンナのバレンタイン』に登場
- モーズ※『ヨドンナ』『ヨドンナ2』『ヨドンナ3 ヨドンナのバレンタイン』に登場
- ダチュラ※『ヨドンナ』に登場
- ケロンチュラ※『ヨドンナ3 ヨドンナのバレンタイン』に登場
- ハニドラ / ミコ※『ヨドンナ3 ヨドンナのバレンタイン』に登場

## キカイトピア王朝トジテンド（機界戦隊ゼンカイジャー）
支配者
- 大王ボッコワウス

幹部
- 軍隊長バラシタラ
- 技官イジルデ
- ゲゲ
- ステイシーザー / ステイシー◆
  - ステイシーザー（強化形態）
- ハカイザー 
  - ハカイザー・改
  - ハカイジュウオー○

ロボット（ステイシーザー専用）
- バトルシーザーロボ○
  - バトルシーザーロボ2世○
  - バトルシーザーロボ3世○
- ゼンカイオー　ブラックジュラガオーン○

ロボット（イジルデ専用）
- イジルデストロイヤー4世○

ワルド / ダイワルド○
- キノコワルド / ダイキノコワルド
- コオリワルド / ダイコオリワルド
- ボクシングワルド / ダイボクシングワルド
- スシワルド / ダイスシワルド
- ゴミワルド / ダイゴミワルド
- ドアワルド / ダイドアワルド
- カシワモチワルド / ダイカシワモチワルド
- マヒルワルド / ダイマヒルワルド
- オニゴッコワルド / ダイオニゴッコワルド
- カタツムリワルド / ダイカタツムリワルド
- リサイクルワルド / ダイリサイクルワルド
- レトロワルド / ダイレトロワルド
- ジシャクワルド / ダイジシャクワルド
- トウメイワルド / ダイトウメイワルド
- レンアイワルド / ダイレンアイワルド
- カブトムシワルド / ダイカブトムシワルド
- オリヒメワルド※『仮面ライダーセイバー』特別章に登場
- ヒコボシワルド / ダイヒコボシワルド
- コピーワルド / ダイコピーワルド
  - コピーゼンカイザー▲
  - コピーツーカイザー▲
  - コピーゼンカイオージュラガオーン○
  - コピーゼンカイオーブルマジーン○
- トウギュウワルド / ダイトウギュウワルド
- バカンスワルド / ダイバカンスワルド
- ヒドケイワルド
- マンガワルド / ダイマンガワルド
- テニスワルド / ダイテニスワルド
- ホシガキワルド（カキワルド） / ダイカキワルド
- ギュウニュウワルド / ダイギュウニュウワルド
- サカサマワルド / ダイサカサマワルド
- ガクエンワルド / ダイガクエンワルド
- ハロウィンワルド / ダイハロウィンワルド
- ダイヤワルド / ダイダイヤワルド
- ビックリバコワルド / ダイビックリバコワルド
- ダイコンワルド / ダイダイコンワルド
- ボンワルド / ダイボンワルド
- ショウガツワルド / ダイショウガツワルド
- メンワルド / ダイメンワルド
- コタツワルド / ダイコタツワルド
- ムカイカゼワルド / ダイムカイカゼワルド
- SDワルド / ダイSDワルド
- オミクジワルド / ダイオミクジワルド
- ニンジンワルド / ダイニンジンワルド
- サファイアワルド / ダイサファイアワルド
- コウモリワルド / ダイコウモリワルド
- スーパー悪者ワルド※劇場版『機界戦隊ゼンカイジャー THE MOVIE 赤い戦い! オール戦隊大集会!!』に登場
- ノーマル悪者ワルド※『機界戦隊ゼンカイジャー スピンオフ ゼンカイレッド大紹介!』に登場
- キックボクシングワルド / ダイキックボクシングワルド※『機界戦隊ゼンカイジャー ひみつ全開ファイルその2』に登場
- プレスキワルド / ダイプレスキワルド※『機界戦隊ゼンカイジャー ひみつ全開ファイルその3』に登場
- サクラモチワルド※『機界戦隊ゼンカイジャー ひみつ全開ファイルその4』に登場
- タイヨウワルド※『機界戦隊ゼンカイジャー ひみつ全開ファイルその4』に登場
- カイトウワルド / ダイカイトウワルド※『機界戦隊ゼンカイジャー ひみつ全開ファイルその5』に登場
- カルビワルド / ダイカルビワルド※『機界戦隊ゼンカイジャーVSキラメイジャーVSセンパイジャー』に登場
- カシワモチワルド（カシワモチワルド2） / キカイカシワモチワルド※『暴太郎戦隊ドンブラザーズVSゼンカイジャー』に登場

戦闘員
- クダック
- クダイター
  - クダイテスト○
    - ニュークダイテスト○

ダークセンタイギアから召喚した戦士▲
- ゴレンジャー5人
- ガオレンジャー5人
- マジレンジャー5人
- ボウケンジャー5人
- フラッシュマン5人
- マスクマン5人
- ファイブマン5人
- オーレンジャー5人
- シンケンジャー5人
- ジャッカー電撃隊4人（ビッグワンを除く）
- アバレマックス
- スーパーゴセイレッド
- スーパーゲキレッド
- レッドバスターパワードカスタム
- キョウリュウレッド・カーニバル
- スーパーシンケンレッド

その他の勢力
- ポットデウス※『機界戦隊ゼンカイジャーVSキラメイジャーVSセンパイジャー』『暴太郎戦隊ドンブラザーズVSゼンカイジャー』に登場
- Dr.イオカル※『機界戦隊ゼンカイジャーVSキラメイジャーVSセンパイジャー』に登場
- ドエタム※『ツーカイザー×ゴーカイジャー ～ジューンブライドはたぬき味～』に登場

## イデオン（暴太郎戦隊ドンブラザーズ）

### 脳人
脳人の戦士
- ソノイ
- ソノニ
- ソノザ
- ソノシ
- ソノゴ
- ソノロク
- ソノナ ◆
- ソノヤ ◆

戦闘員
- アノーニ

### 獣人
猫の獣人（強さB）
- 狭山健児
- バスガイドの女性
- 犬塚翼

鶴の獣人（強さA）
- 雉野みほ

ペンギンの獣人（強さS）
- 寺崎
- 桃井タロウ

ヒトツ鬼 / ヒトツ鬼ング ○
- ベニツ鬼
- シソツ鬼
- 騎士竜鬼 / 騎士竜鬼ング
- 烈車鬼 / 烈車鬼ング
- 快盗鬼
- 超力鬼
- 警察鬼 / 警察鬼ング
- 動物鬼
- 地球鬼 / 地球鬼ング
- 魔進鬼
- 特命鬼
- 海賊鬼
- 手裏剣鬼
- 宇宙鬼 / 宇宙鬼ング
- 獣電鬼 / 獣電鬼ング
- 高速鬼 / 高速鬼ング
- 激走鬼
- 恐竜鬼 / 恐竜鬼ング
- 鳥人鬼 / 鳥人鬼ング
- 炎神鬼 / 炎神鬼ング
- 五星鬼 / 五星鬼ング
- 侍鬼
- 電磁鬼 / 電磁鬼ング
- 獣拳鬼 / 獣拳鬼ング
- 忍者鬼 / 忍者鬼ング
- 大鬼 / 大鬼ング
- 魔法鬼 / 魔法鬼ング
- 科学鬼 / 科学鬼ング
- 爆竜鬼 / 爆竜鬼ング
- 超新星鬼 / 超新星鬼ング
- 天装鬼
- 轟轟鬼
- 太陽鬼
- 特捜鬼 / 特捜鬼ング
- 超獣鬼 / 超獣鬼ング
- 救急鬼 / 救急鬼ング
- 星獣鬼 / 星獣鬼ング
- 電子鬼
- 邪鬼 / 邪鬼ング
- 未来鬼 / 未来鬼ング
- 光鬼
- 秘密鬼 / 秘密鬼ング
- 超電子鬼
- 百獣鬼 / 百獣鬼ング
- 電撃鬼 / 電撃鬼ング
- 世界鬼 / 世界鬼ング
- 王様鬼
- 煙突鬼※『暴太郎戦隊ドンブラザーズ スピンオフ』に登場
- 忍風鬼※劇場版『暴太郎戦隊ドンブラザーズ  THE MOVIE 新・初恋ヒーロー』に登場
- 機界鬼 / カシワモチ機界鬼※『暴太郎戦隊ドンブラザーズVSゼンカイジャー』に登場
- 氷河鬼※『爆竜アバレンジャーwithドンブラザーズ』に登場
- Mr.アラカルト（ソノイに似た怪人）※『暴太郎戦隊ドンブラザーズVS暴太郎戦隊ドンブリーズ』に登場

## 地帝国バグナラク（王様戦隊キングオージャー）
統括者
- 奈落王デズナラク8世○◆

幹部
- 宰相カメジム○
- 一撃将軍ダイゴーグ○

怪ジーム
- ダンジーム○
- ボダルジーム○
- フンジーム○
- タニジーム○
- ジゴクジーム○
- グンダジーム○
- ゲロウジーム○◆
- デズダンジーム○
- デズボダルジーム○
- デズフンジーム○
- デズタニジーム○
- デズジゴクジーム○
- ナガバジーム○
- アメンジーム○
- バエジーム○
- ヲゲラジーム○
- ゲンジボダルジーム○
- ダイヤモンドダンジーム○
- イラガジーム○
- ザリガジーム○
- キンバエジーム○
- シデジーム / ベダリア※『ラクレス王の秘密』に登場

戦闘兵
- サナギム

関係者
- ネフィラ

## 宇蟲王一派（王様戦隊キングオージャー）
宇蟲王
- ダグデド・ドゥジャルダン◆
- イーヴィルキング / 宇蟲王ギラ※『王様戦隊キングオージャーVSキョウリュウジャー』に登場

宇蟲五道化
- カメジム・ウンカ◆
- ゴーマ・ローザリア
- ヒルビル・リッチ
- ミノンガン・モウズ
- グローディ・ロイコディウム
- ラクレス・ハスティー / オオクワガタオージャー△

## デーボス軍（王様戦隊キングオージャー）
首領
- 兜武神デーボス

怪人
- デーボ・センキング

## 大宇宙侵略大走力団ハシリヤン（爆上戦隊ブンブンジャー）
ボス
- 走大将ワルイド・スピンドー◆
  - シャイシャイ・サルカー

最高幹部
- 大番頭グランツ・リスク◆
  - ランボー

幹部
- 斬込隊長マッドレックス
  - ハシリ犬
  - マッドレックス・フューリー
- 改造隊長キャノンボーグ
- 再建隊長ディスレース
  - フランク
  - ディスレース2000
- 追跡隊長[6][7]
- 捕物隊長デイモンサンダー※『爆上戦隊ブンブンジャー 劇場BOON! プロミス・ザ・サーキット』に登場

現場監督・サンシーター◆
- デコトラーデ
- イターシャ
- ヤイヤイ・ヤルカー○

疾走生命体
- ウェイウェイ・ヤルカー
- エリートヤルカー

ロボット
- ブンブンキラーロボ○◆

苦魔獣
- ウエディングドレスグルマー
- ソウジキグルマー
  - ソウジキグルマー・二台目
- トケイグルマー
  - トケイグルマー・セカンズ
- サウナグルマー
- ダーツグルマー
- トイレグルマー
  - トイレグルマー・リミテッド
- ブロックベイグルマー
- コイノボリグルマー
- アンテナグルマー
- ゲタグルマー
- レイゾウコグルマー
  - レイゾウコグルマー・二台目
- カセキグルマー
- ソードグルマー
  - ソードグルマー・リベンジ
- ジムグルマー
  - スーパーグレートジムグルマー
- ATMグルマー
- オワングルマー
- ショウカキグルマー
- テントグルマー
- グローブグルマー
- アコギグルマー
  - アニキのアコギグルマー・ジョン
- カーペットグルマー
- ネオングルマー
- ゴンググルマー
- センログルマー
- イシヤキイモキグルマー
- レンガブロックベイグルマー
- エレキギターグルマー
  - イトコのエレキグルマー・ボヴィ
- レイゾウコソウジキグルマー○
- カメラグルマー
  - フェイクブンブンジャー▲
- スポンジグルマー
- タイジュウケイグルマー
- サッカーボールグルマー
- ゴミバコグルマー
- タカラバコグルマー
- クルマジュウグルマー
- サーキットグルマー※『爆上戦隊ブンブンジャー 劇場BOON! プロミス・ザ・サーキット』に登場
- マンホールグルマー※『爆上戦隊ブンブンジャーVSキングオージャー』に登場
  - ブラックホールグルマー（ダグデド分身体と融合した姿）
- オージャカリバーZEROグルマー※『爆上戦隊ブンブンジャーVSキングオージャー』に登場

戦闘員
- ネジレッタ

ハシリヤンの協力者※『始末屋オブギャラクシー』に登場
- アジロ
- レイコーク

## ノーワンワールド ブライダン（ナンバーワン戦隊ゴジュウジャー）
女王
- テガジューン

破滅の王子△
- テガナグール / グーデバーン

幹部
- 特攻隊長・不敗のファイヤキャンドル
  - 邪道シンケンレッド[8]
- テクニカル隊長・慈愛のブーケ
- 参謀隊長・Mr.シャイニングナイフ＆Mrs.スイートケーク○
  - 知略のMr.シャイニングナイフ
  - 夢想のMrs.スイートケーク

女王の切札
- リングハンター・ガリュード / クオン（遠野久光）

ノーワン怪人
- トレジャーハントノーワン
- 人気者ノーワン
- パーリーピーポーノーワン
- おせっかいノーワン
- ときめきノーワン
- 昭和ノーワン
- 鬼ごっこノーワン
  - 鬼ノーワン
- マナーノーワン
- 運動会ノーワン
- ミステリノーワン
- ギャルノーワン
- お祭りノーワン
- 節約ノーワン
- 青春ノーワン
- ド根性ノーワン

その他の怪人
- 腑破十臓

ドレスガード（ロボ） ○
- キングキャンデラー
- カレンデウス

アイアイザー（ロボ） ◯
- クロサンドラ
- オキシペタラム
- バンクシア
- マンドレイク
- ディエラマ
- レッドフラッシュ[9]
- リボンブッシュ
- ハイビスカス
- シバザクラ

戦闘員
- アーイー
  - 実力者[10]（金アーイー[11]）
    - ファイヤキャンドル隊・一番槍カシオス・ベアー[12]
    - 炎熱氷結（ファイヤブリザード）のファイブ兄弟 氷の兄 スター・ファイブ[13]
    - 炎熱氷結（ファイヤブリザード）のファイブ兄弟 炎の弟 ミツタ・ファイブ[13]
    - 潔癖症のパイロット マジ・ギレー[14]
    - ファイヤキャンドル隊・金ベルメットのウエディング兵士デンジス・パーク[15]
    - 司会進行マイク・ゴセイック[16]
    - 伝説のヘルパーというパイロット チョウ・シンセー[17]
    - ベストオブプロ審判ゴーグ・ルゴー[18]
    - ファイヤキャンドル隊・金ベルメットのウエディング兵士パット・カイザル[11]
    - フッ軽のかれぴっぴ サーフ・メガ[19]
    - 熱血歴史教師 チャン・バラバ[20]
    - ブライダンの暴れん坊・ハッテサ・ブロウ

## 深淵なる厄災クラディス（ナンバーワン戦隊ゴジュウジャー）
一角
- 疫病のペスティス※『ナンバーワン戦隊ゴジュウジャー 復活のテガソード』に登場。

戦闘員
- モリス※『ナンバーワン戦隊ゴジュウジャー 復活のテガソード』に登場[21]。

## クロスオーバー作品

### ジャッカー電撃隊VSゴレンジャー（秘密結社ゲドン）
首領
- 十面鬼ゴルゴス ※写真のみ登場

### スーパー戦隊ワールド（帝王ダイダスの勢力）
首領
- 帝王ダイダス

幹部
- ザイガン
- バンゴ
- ダマル
- ゾガー
- イルバル

### スーパー戦隊バトルレンジャークロス（デビルジャーク）
- ダイフォボス
- アイガイオン
- ジュピタリアン
- ヴィーセラス
- マーキュリア
- カラッカラ

### 仮面ライダー×スーパー戦隊 スーパーヒーロー大戦（大ザンギャック）
※大ショッカーについては仮面ライダーシリーズ登場怪人一覧#大ショッカー/スーパーショッカーを参照。
※主要な幹部および新規怪人のみ記載。
首領
- 大帝王キャプテン・マーベラス（ゴーカイレッド）△（大ザンギャックと大ショッカーを欺くため、一時的に加入）

幹部
- ライダーハンター・シルバ（シルバ）
- 皇帝アクドス・ギル
- 司令官ワルズ・ギル

巨大兵器
- ビッグマシン（クライス要塞＋ギガントホース）○

### 非公認戦隊アキバレンジャー（邪団法人ステマ乙）
※第1シーズン終盤の一時期「デリュージョン帝国」に組織改編。
首領
- 代表取締役社長ドクターZ / 都築丈博◆

幹部
- 再開発部長マルシーナ◆
  - マルシーナ（怪人態）◆
- 専務取締役デリューナイト◆

係長
- 渋谷セイタカアワダチソウヒゲナガアブラムシ
- 渋谷コウゾリナヒゲナガアブラムシ
- 歌舞伎町メスグロヒョウモンチョウ
  - 歌舞伎町メスグロヒョウモンチョウ（強化）
- 門前仲町ハシビロコウ
- 下北沢ホヤ
- 代々木スジボケハシリグモ
- 月島アルパカ
- 浅草アルパカ

モウソボーグ
- ドリルサイクロプス

巨大ロボット
- ブーメランタイタン ◆○

戦闘員
- 平社員シャチーク

#### 番組外現実
- 八手三郎◆
- エンドマーク（「オワリ」の文字）◆

### 非公認戦隊アキバレンジャー シーズン痛（新次元頭脳改造地下真帝国バロスw/邪団法人ステマ乙の残党）

#### 邪団法人ステマ乙 （シーズン痛）
首領
- マルシーナ◆
  - マルシーナ（怪人態）◆
- デリューナイト

係長
※再生怪人として登場。
- 渋谷コウゾリナヒゲナガアブラムシ
- 歌舞伎町メスグロヒョウモンチョウ
- 門前仲町ハシビロコウ

巨大ロボット
- 暗黒ステマ城ロボ ○

戦闘員
- シャチーク

#### 新次元頭脳改造地下真帝国バロスw
首領
- ツー将軍 / 後沢次男
  - ツー将軍（八手三郎の意志）◆

幹部
- マルシーナ
  - マルシーナ（怪人態）

怪人
※インデントは直前の怪人の改造という設定。
- ブルーレイ係長 / 販売員
  - HvD編集長
- スマホモンガー / 牧師風の男
  - クニマスマホガニー ※トリノイド第23号を名乗っている
- ユルキャラジゲン
- 十の槍・ハーデズキン（ジャカンイエロー・テントライジャー） / 女の子▲ ※暗黒十本槍を名乗っている
  - 時の拳魔ムトウムシテ
- シーラカンスカンス ○
- 亀有アルパカ / 女神男

忍虫戦隊ジャカンジャー（暗黒十本槍）
- 八の槍・ウラヌスッド▲（クワガライジャー）
- 九の槍・ポセイドム▲（カブトライジャー）
- 十の槍・ハーデズキン（ジャカンイエロー・テントライジャー）▲ / 女の子

悪の大それた力
- 幻獣ドラゴン拳・ロン（獣人態）
- 闇のヤイバ
- 妖幻密使バンキュリア
  - 暗黒ダイソレタキャノン（上記3人が合体）

戦闘員
- オネェダー

#### チガウヨープロダクション
巨大ヒーロー
- プリズムA ○◆

### 仮面ライダー×スーパー戦隊×宇宙刑事 スーパーヒーロー大戦Z

#### スペースショッカー
※主要な幹部および新規怪人のみ記載
首領
- シャドームーン▲

幹部
- スペースイカデビル
- スペース蜘蛛男
- 宇宙鉄人キョーダイン▲
  - グランダイン▲
  - スカイダイン▲

#### 宇宙犯罪組織マドー
※主要な幹部および新規怪人のみ記載
首領
- 魔王サイコ○
  - サイコロン
  - 幻夢城（下半身が一体化）

幹部
- 軍師レイダー
  - スペースレイダー
- ザン・バルド※『宇宙刑事ギャバン THE MOVIE』より再登場
- リザードダブラー※『宇宙刑事ギャバン THE MOVIE』より再登場

### 烈車戦隊トッキュウジャーVS仮面ライダー鎧武春休み合体スペシャル（バダン帝国（地下帝国バダン））
幹部
- モグラロイド（兄・弟）
- 仮面ライダーフィフティーン / 葵連▲

戦闘員
- コンバットロイド

### 烈車戦隊トッキュウジャーVS仮面ライダー鎧武春休み合体スペシャル（インベス）
- ライオンインベス
  - 巨大ライオンインベス○

### 平成ライダー対昭和ライダー仮面ライダー大戦feat.スーパー戦隊（バダン帝国（地下帝国バダン））
※主要な幹部および新規怪人のみ記載
首領
- バダン総統
  - 骸骨恐竜○

幹部
- 暗闇大使 / 村雨良▲（仮面ライダーZX）
- 仮面ライダーフィフティーン / 葵連▲
- ヤマアラシロイド
- タイガーロイド

### 手裏剣戦隊ニンニンジャーVS仮面ライダードライブ 春休み合体1時間スペシャル（ショッカー）
首領
- ショッカー首領

幹部
- ヒルカメレオン
- カメバズーカ
- 仮面ライダー3号 / 黒井響一郎▲

戦闘員
- ショッカー骨戦闘員

### 手裏剣戦隊ニンニンジャーVS仮面ライダードライブ 春休み合体1時間スペシャル（ロイミュード）
- コブラ型ロイミュード057
  - 巨大コブラ型ロイミュード057○
- バット型ロイミュード016
  - 巨大バット型ロイミュード016○
- バット型ロイミュード076

### スーパーヒーロー大戦GP 仮面ライダー3号（ショッカー）
※主要な幹部および新規怪人のみ記載
首領
- ショッカー首領
  - ライダーロボ○

幹部
- ブラック将軍 / 立花藤兵衛（偽者）
  - ヒルカメレオン
- チーターカタツムリ / 追田現八郎
- 仮面ライダー3号 / 黒井響一郎▲
- 魔進チェイサー / チェイス（擬態狩野洸一）（プロトゼロ/ロイミュード000）▲[22]

### 動物戦隊ジュウオウジャー（ショッカー）
- シオマネキング
  - 巨大シオマネキング○

### 仮面ライダー×スーパー戦隊 超スーパーヒーロー大戦（ショッカー（ゲーム「超ショッカー大戦」））
※主要な幹部および新規怪人のみ記載
首領
- 大蜘蛛大首領 / ショッカー首領三世
  - 首領専用モライマーズロボ○

幹部
- 地獄大使（ガラガランダ形態）
- スペースイカデビル
- レデュエ
- パラドックスロイミュード
- コウモリアマゾン
- 黒十字王
- 闇の皇帝ゼット・真
- 牙鬼幻月
- シン・ジニス
- 雷の魔王ライメイン※『獣電戦隊キョウリュウジャーブレイブ』より登場

兵器
- ゼビウス・アンドアジェネシス○
- ギャラクシアン・ギャルボス

### 宇宙戦隊キュウレンジャー（ショッカー）
- スペースイカデビル

### スペース・スクワッド（邪教団・幻魔空界）
教祖
- フメイン（名前のみ）

幹部
- 紅牙※登場作品：『スペース・スクワッド ギャバンVSデカレンジャー』、『ガールズ・イン・トラブル スペース・スクワッド EPISODE ZERO』
  - 人間体紅牙

十二使徒
- ヘルバイラ※登場作品：『ガールズ・イン・トラブル スペース・スクワッド EPISODE ZERO』
- マッドギャラン / ラーズ※登場作品：『スペース・スクワッド ギャバンVSデカレンジャー』、『ガールズ・イン・トラブル スペース・スクワッド EPISODE ZERO』
- クールギン（名前のみ）※登場作品：『スペース・スクワッド ギャバンVSデカレンジャー』
- 宇宙忍デモスト※登場作品：『宇宙戦隊キュウレンジャーVSスペース・スクワッド』、『ヒーローママ☆リーグ』

その他の幹部
- 臨獣カメレオン拳メレ※登場作品：『宇宙戦隊キュウレンジャーVSスペース・スクワッド』
  - メレ（獣人態）
- 腑破十臓 / 人間体腑破十臓※登場作品：『宇宙戦隊キュウレンジャーVSスペース・スクワッド』
- バスコ・タ・ジョロキア※登場作品：『宇宙戦隊キュウレンジャーVSスペース・スクワッド』
  - バスコ完全体
- エスケイプ※登場作品：『宇宙戦隊キュウレンジャーVSスペース・スクワッド』
  - エスケイプ・エボルブ

巨大ロボット
- サタンゴース※登場作品：『スペース・スクワッド ギャバンVSデカレンジャー』○

その他（宇宙忍デモスト配下）
- 機械忍蟲（イラストのみ）※登場作品：『ヒーローママ☆リーグ』

### 4週連続スペシャル スーパー戦隊最強バトル!!（悪の存在）
- ガイソーグ / リタ（ガイソーグの装着者）
  - ルカ・ミルフィ▲（ゴーカイイエロー）（ガイソーグの装着者）（劇中未登場）
  - 伊賀崎天晴▲（アカニンジャー）（ガイソーグの装着者）
  - スティンガー▲（サソリオレンジ）（ガイソーグの装着者）
- 究極大サタン○

## 関連書籍
- 東映スーパー戦隊シリーズ 35作品記念公式図録 百化繚乱 [上之巻] 戦隊怪人デザイン大鑑 1975-1995
発売日：2011年12月9日（ISBN：978-4813021636）。
『秘密戦隊ゴレンジャー』から『忍者戦隊カクレンジャー』までの登場怪人のデザイン画とコメントを収録。
- 東映スーパー戦隊シリーズ35周年作品公式図録 百化繚乱 [下之巻] 戦隊怪人デザイン大鑑　1995-2012
発売日：2012年10月16日（ISBN：978-4813021803）
『超力戦隊オーレンジャー』から『海賊戦隊ゴーカイジャー』までの登場怪人のデザインコメントを収録。

いずれの書籍もグライドメディア出版。